# ヨコエビ
ヨコエビ（横蝦、横海老）は、甲殻亜門・軟甲綱・端脚目（ヨコエビ目）に含まれ、ワレカラとクジラジラミを除くSenticaudata亜目に、Hyperiopsidea亜目，Amphilochidea亜目，Colomastigidea亜目の3亜目を加えたものを指す。かつてはヨコエビ亜目（Gammaridea）の総称であったが、2013年にヨコエビ亜目の一部のグループとワレカラ亜目（Caprelidea）を合せたSenticaudata亜目が設けられ(Lowry & Myers 2013)、その後ヨコエビ亜目がHyperiopsidea亜目，Amphilochidea亜目，Colomastigidea亜目の3亜目に分離され、現在に至る(Lowry & Myers 2017)。
以下、和名は 佐藤・伊藤 (1980)，マグローヒル科学技術用語大辞典編集委員会 (1996)，篠田 (2006)，有山 (2022) に拠った。
端脚類の中でも特に種分化が進んだグループで、幅広い環境に多くの種が分布している。世界から9237種が知られており(Lowry & Myers 2017)、日本からは2021年現在で493種について確実な報告がある(有山 2022)。また、10,000m以深のチャレンジャー海淵においても生息が確認されている。淡水にも、温帯や冷帯を中心に1800種以上が見つかっている。陸生のものはそれらに比べれば少ないが、それでも200種以上が海岸の草むらや森の落ち葉の下に生活している。

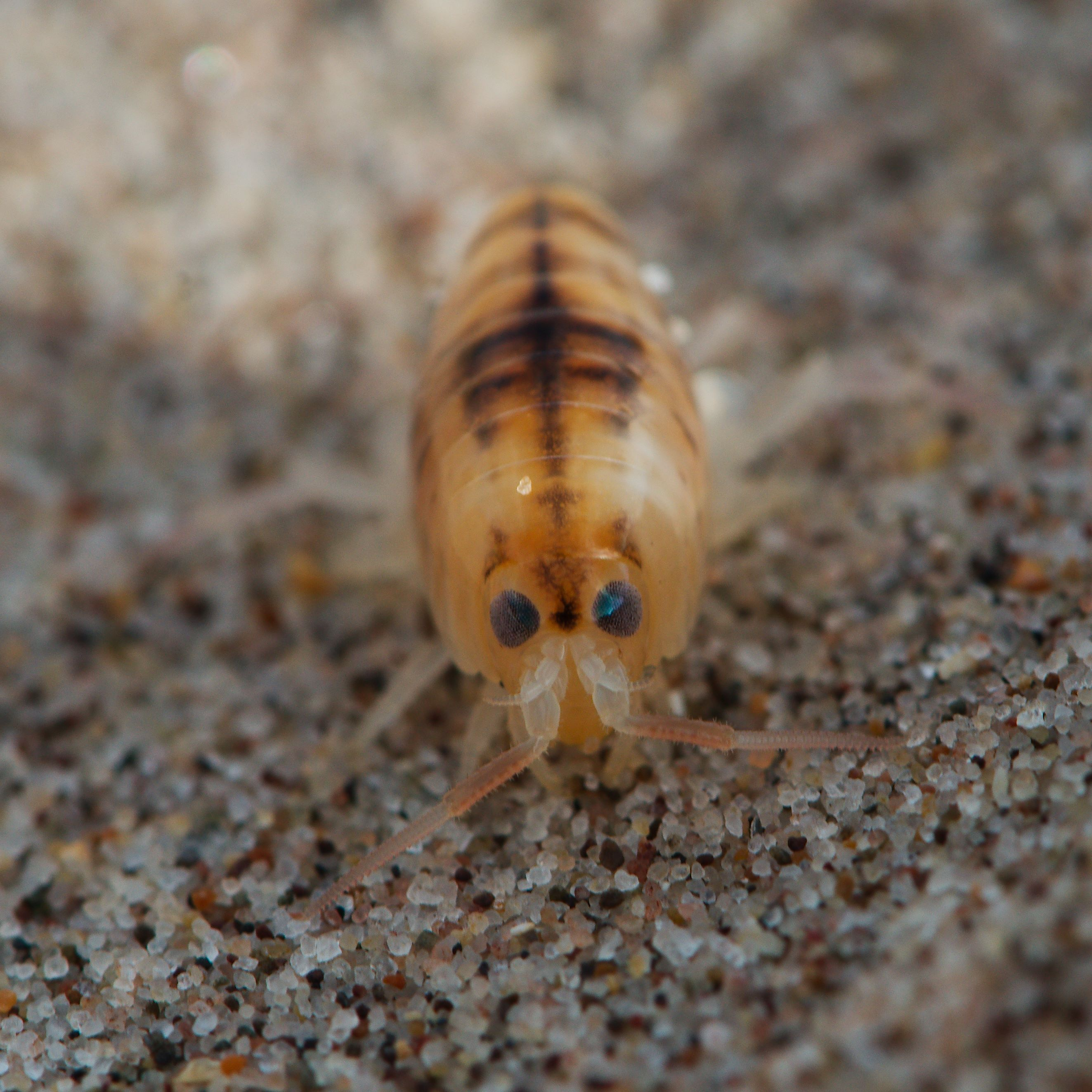
スコットランドで撮影されたハマトビムシ科の一種

野外においてしばしば高い密度で生息するため、自然界では分解者として、また他の動物の餌として重要である。たとえば河口域において、ヨコエビ類が堆積した落ち葉を食べ分解すると同時に、魚類の餌となっている事例が知られている(櫻井 2004)。人間にとっての利用価値はほとんどないが、乾燥させたものがカメのカルシウム補給用の餌として販売されている。また、海水魚の飼育においてネズッポ類マンダリンやタツノオトシゴ・ヤッコなどが人工餌に餌付かない場合に生き餌として与えることがあるほか、食べかすの掃除等を目的として水槽内に繁殖させることもある。

## 形態

胸部は7節に分かれ、腹部は3節、尾部は種によるが基本は3節存在する

名称に「エビ」とあるが十脚目（エビ目）ではない。体長は種により異なり、数mmから十数cmに及ぶが、多くは数mm程度しかなく、1cmを超える種は限られている。ヨコエビ科（Gammaridae）など代表的な種において、体は左右に平たく、横から見ると半円形に似ている。エビ（十脚目）とヨコエビとの主な相違点として、以下の形態的特徴が挙げられる。
- エビ類は眼柄と背甲をもつが、いずれもヨコエビ類にはない
- エビ類の触角は全体が鞭状に伸長し、脚（歩脚）も全体が細長い
- エビ類のエラは高度に発達し羽毛状の構造をもつが、ヨコエビ類のそれは基本的に単純な袋状である
- エビ類では尾節の前半5節が遊泳脚をもった腹節となるが、ヨコエビ類は前半3節が腹節となる
- エビ類は腹部に卵を抱える構造をもつが、ヨコエビ類は胸部に抱卵する

咬脚は多様な形態を示し、雄間闘争や採餌に用いられる

2対の触角を具え、第1触角には3節，第2触角には5節の柄部があり、そこから数節～数十節に及ぶ主鞭が生じる。種により第1触角主鞭の根元に副鞭と呼ばれる短い鞭部を生じる。主鞭にヘラ状感覚毛（aesthetasc）やボタン状感覚器（calceolous），あるいはcallynophoreという器官をもつものが知られるが、種類によりこれを欠く(Bousfield 1994)。複眼は頭部の外骨格に埋没している。基本的に複眼は1対だが、中央部で癒合するもの（クチバシソコエビ科）、2対具えるもの（スガメソコエビ科）、個眼が分散傾向を示すもの（ナギサヨコエビ科の一部）、全く退化するもの（マミズヨコエビ科など暗居性種）が知られる。
第1,2胸脚（歩脚）は特に咬脚と呼ばれており、種によって様々な形状を見せる。左右非対称に発達するもの（メリタヨコエビ科の一部）や、全く消失するもの（マルハサミヨコエビ科の一部）も知られる。咬脚は多くが何かをつかむ機能を持っており、雄間闘争や捕食などに用いているとされる。ヨコエビ類のエラは各胸脚の底節板に生じるが、エラをもつ胸脚は種類により異なる。基本的に単純な袋型をしているが、種により表面に虫垂様の突起を生じる。また、胸節下側の中央部分に胸節鰓をもつグループも知られる。
メスが卵を抱える器官である覆卵葉も、底節板から生じる。
腹節には遊泳を行う腹肢を具える。腹肢には2つの副肢があり、羽毛状の剛毛を密生する。
尾節には、2つの副肢を具えた尾肢を1対ずつ具えるが、種により副肢は片方または両方が消失する。肛門は第3尾肢の付け根付近に位置し、その上には尾節板と呼ばれる器官がある。尾節板にはしばしば種の特徴が表れ、形態分類を行う上で重要である。

## 生態の多様性

### 生活様式
ヨコエビ類の多くは水生の底生生物だが、なかには遊泳するもの、さらには陸生のものもいる(大塚 & 駒井 2008)。
陸上生活をするハマトビムシ科の種は跳躍力に優れ、それぞれの和名も「～トビムシ」と名付けられている（トビムシ目（粘管目）の動物も「トビムシ」と呼ばれるが、同じ節足動物門ではあるものの亜門レベルで異なる別物である）。ハマトビムシ科のジャンプは脚ではなく、腹部を下に曲げてバネとする。高さは体の数十倍から100倍に達し、捕食者の眼をくらませるのに役立つ。
底質内に潜り込む習性をもつものや近底遊泳性の種には、「ソコエビ」との和名がつけられている。深海産は大型化する傾向があり、中には20数cmにも達する大型種もいる。

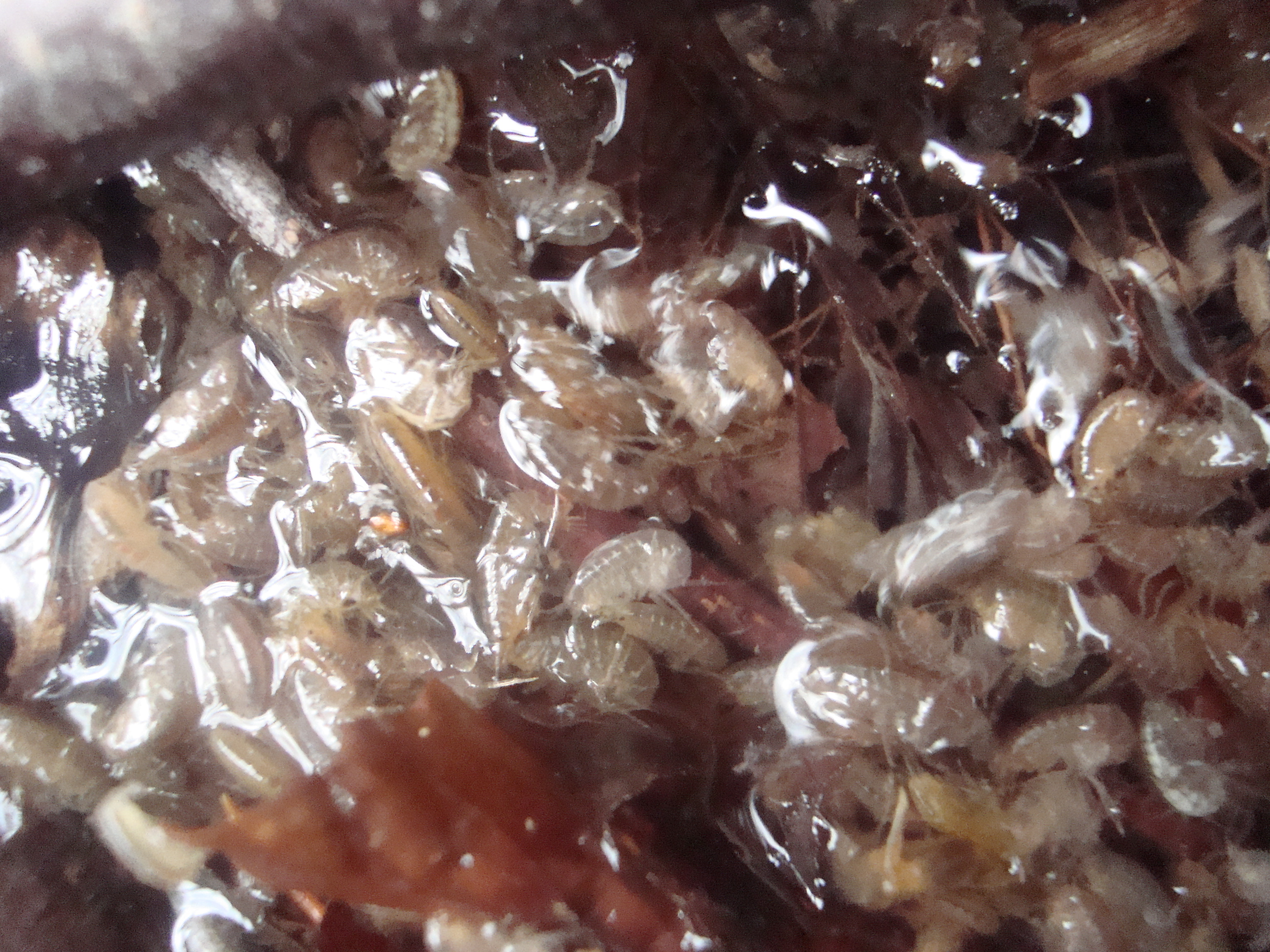
チェコで撮影された高密度に生息する淡水性ヨコエビ類

石の下などの隙間に棲むものは体を横に倒して生活することが多く、和名が「ヨコエビ」とつけられている。石をひっくり返すと腹部を激しく振って泳ぎだすが、深い水中ではふつうに体を立てて泳ぎ、再び石などの下に入り込む。これらの種は第5～7胸脚を三脚のように展開して平面上を歩き回ることができ、岩や海藻の表面も横向きのまま移動することがある。

### 被食

#### 哺乳類
- バイカル湖には多数のバイカルアザラシが生息しているが、植物プランクトンに乏しく生産性の低い閉鎖水系でこれほど水生哺乳類が繁栄することは異例とされている。研究者がアザラシにカメラを取り付けて調査したところ、夜間に頻繁に潜水してヨコエビの一種Macrohectopus branickiiを1匹ずつ捕食し、その数は1日4300匹と見積もられた。バイカルアザラシの歯には特殊なギザギザ構造があり、小さなヨコエビを捕食するたびに歯の隙間から水を排出することで、効率よい捕食が可能になっていると推定される。魚類より栄養段階の低いヨコエビを捕食することが、栄養の乏しい環境でも水生哺乳類が繁栄できる要因の一つと考えられている[2]。
- 海底に潜むスガメソコエビ科がコククジラの主要な餌となっている(内田 1993)。
- 知床では潮間帯上部に生息するヨコエビ類がヒグマUrsus arctosの餌となっているとの報告がある[3]。

#### 鳥類
- 渉禽類にとって、干潟の底質中に生息するヨコエビ類が重要な餌資源となっている。例えば、アカアシシギの主な餌としてドロクダムシ科の一種Corophium voltatorが挙げられる(Goss-Custard 1977)。

#### 魚類
- 海水域および淡水域において、ヨコエビ類に高い選好性をもつ魚類が知られている。例えば、ヒラメ幼魚においてヨコエビ類（アゴナガヨコエビ科）に対して正の選択性が確認されている(片山 2007)。
- ビワマスの餌としてアナンデールヨコエビが圧倒的な割合を占めている(藤岡 2016)。

#### 軟体動物
- 深海生物のメンダコは小型甲殻類や多毛類を餌としているが、飼育餌料としてヨコエビ類が特に優れているとされる[4]。

#### 紐形動物
- 小笠原諸島より知られる外来種のヒモムシGeonemertes pelaensisが、ヨコエビ類（オカトビムシ類）やワラジムシ類などを捕食し、深刻な被害を与えていることが明らかになった(Shinobe et al. 2017)。これら陸棲甲殻類は、海洋島たる小笠原諸島においてその成立過程で定着しえなかったミミズに代わって土壌形成を担っていたため、外来ヒモムシが侵入した地域では植物由来遺物の分解が阻害されることによる物質循環の破綻が危惧されている。

#### その他
- ヨーロッパミドリガニCarcinus maenasに捕食されていることが明らかになっている(Baeta et al. 2006)。
- ニュージーランドに生息するヒトデの一種Stegnaster inflatusは、体の下側に入り込んだヨコエビを四方から腕を伸ばして口の周りまで追い詰めて捕食することが知られている(Grace 1974)。

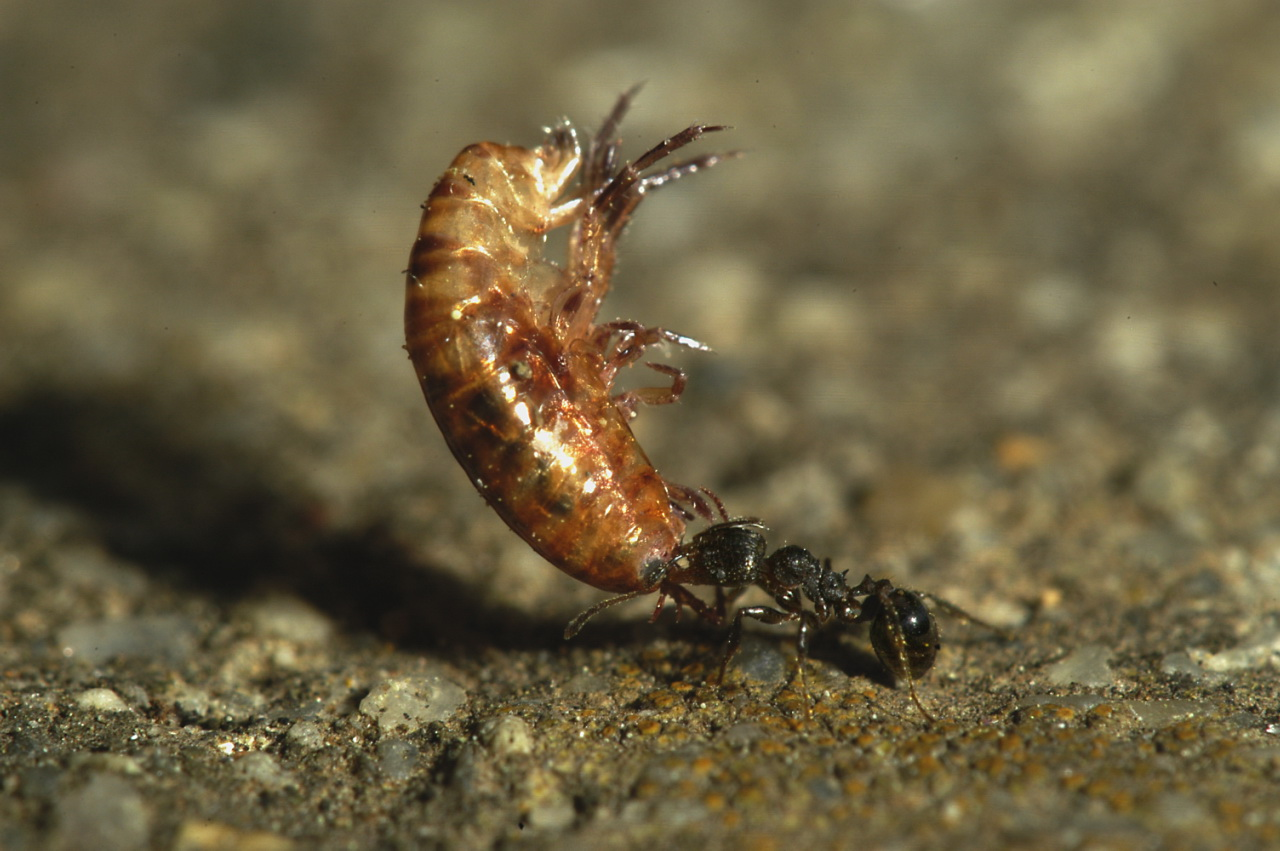
アリに捕食されるハマトビムシ類

### 寄生
- 鉤頭動物門の一種Polymorphus minutus (Zeder, 1800)は、淡水性のGammarus roeseli，Dikerogammarus villosus（いずれもヨコエビ科）を操作して水面近くまで遊泳させ、次の宿主に発見されやすくする(Médoc, Bollache & Beisel 2006)。鉤頭動物の寄生は海産ヨコエビにおいてもよく知られている。
- 貝形虫の仲間Acetabulastomaには、ヨコエビ類に寄生するものが報告されている(Hart 2013)。
- 微胞子虫の一種Fibrillanosema crangonycisは、Crangonyx pseudogracilis（マミズヨコエビ科）に寄生する(Johanna et al. 2004)。
- 線形動物門の一種Trophomera marionensisは、カイコウオオソコエビと近縁の深海性ヨコエビHirondellea dubiaに寄生する(Leduc & Wilson 2016)。
- グレガリナの仲間Rotundula gammari，Heliospora longissimaが、Gammarus fasciatus（ヨコエビ科）に寄生する(Grunberg 2017)。胞子虫の寄生は陸生ヨコエビにおいても報告されている。
- バイカル湖には、大型ヨコエビ類の覆卵葉内に寄生するヨコエビ類が知られている(Karaman 1976)。

## 行動様式および生理的特性

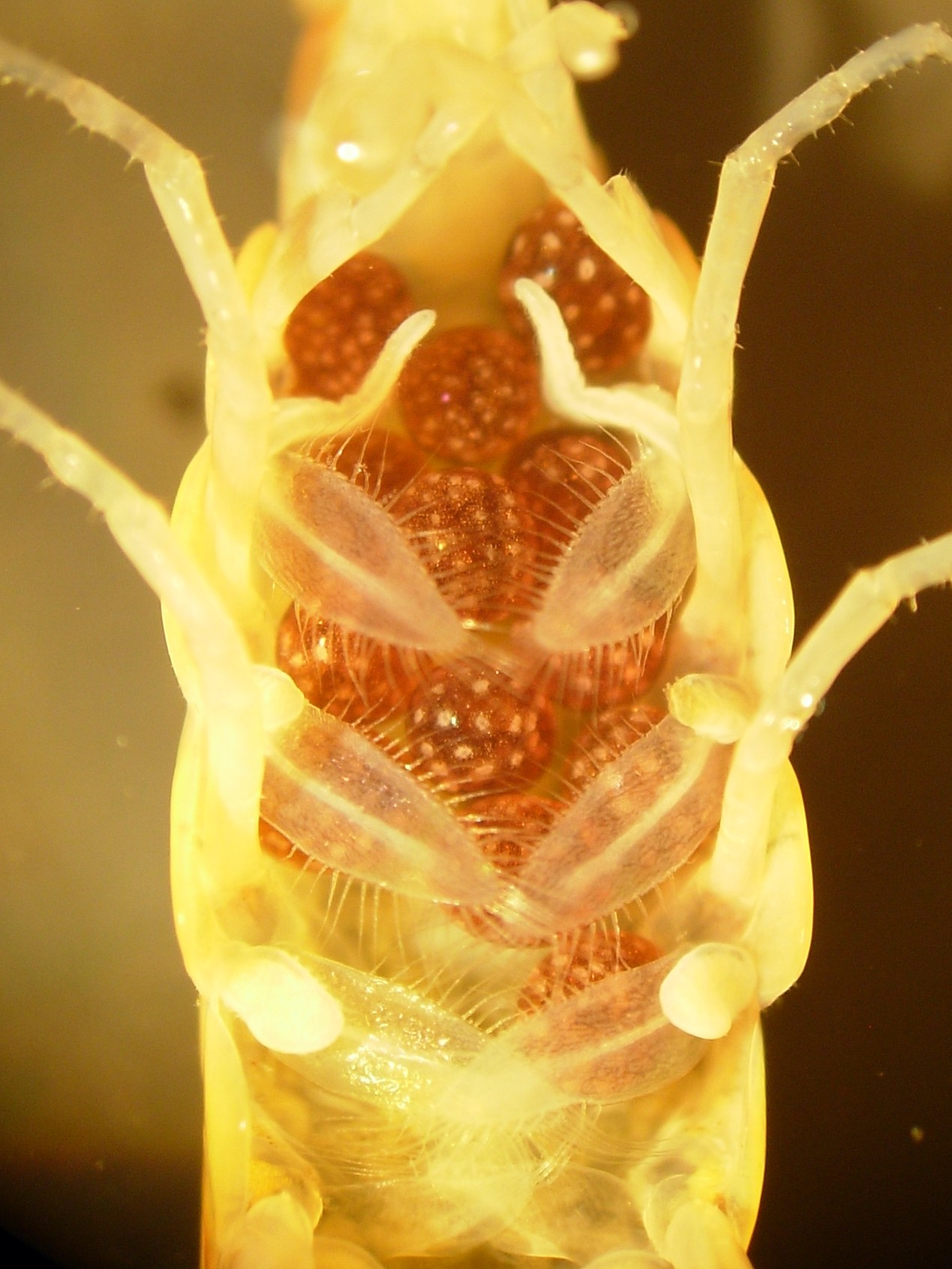
ハマトビムシ科の一種が覆卵葉内に卵を抱いている様子

### 繁殖
ヨコエビ類はメスの産卵直後に体外受精を行い、卵および孵化直後の幼体はメスの覆卵葉内で一定期間保護される。トンガリドロクダムシにおいて三倍体と思われる雌雄の形質を具えた個体が発見されることがある(Chapman 2007)ものの、普通は雌雄異体である。他の小型甲殻類と同様、メスは脱皮直後の外骨格が柔らかいうちにしか産卵しないため、オスがメスを獲得する戦略は多様に発達している。典型的な様式は以下の通りである(Bellan-Santini 2015)(Beermann, Dick & Thiel 2015)。

#### 探索
主に触角を用い、嗅覚によって繁殖適期のメスを察知する。

#### 交尾前ガード
種に特有の方法によってメスを捕捉することで、受精可能なわずかな時間を逃さないようにする。
ハマトビムシ上科，ヨコエビ上科，ハッジヨコエビ上科のように同じ向きで背面から抱え込むスタイルが一般的だが、マミズヨコエビ科やヨロイヨコエビ科は背面から交差するように捕捉する。

#### ハレム形成
雄間闘争によりオスが複数のメスを獲得し、支配下に置く。
- カマキリヨコエビ科では巣穴が密集したコロニー上で闘争が行われる。
- 砂粒や貝殻片でできた筒に入って移動する習性のあるヤドカリモドキ類においては、オスが自分の巣にメスの巣を合体させ、オスが複数のメスを持ち歩くようなかたちで独占する（ポータブル・ハレム）という、珍しい生態が知られている。

### 摂餌
ヨコエビ類の食性は植食，肉食，懸濁物食など多様である。ただし、特化した食性をもつグループは限定的であり、大部分のヨコエビ類は、水中に浸漬した動植物組織や有機砕屑物であれば何でも食べるいわば「掃除屋」の役割を果たしていると考えられている。以下に代表的な摂餌様式を示す。

#### 植食者
- ヒゲナガヨコエビ科やハマトビムシ上科などは、海藻を齧り取って食べるか、海藻表面の微小藻類を食べる。

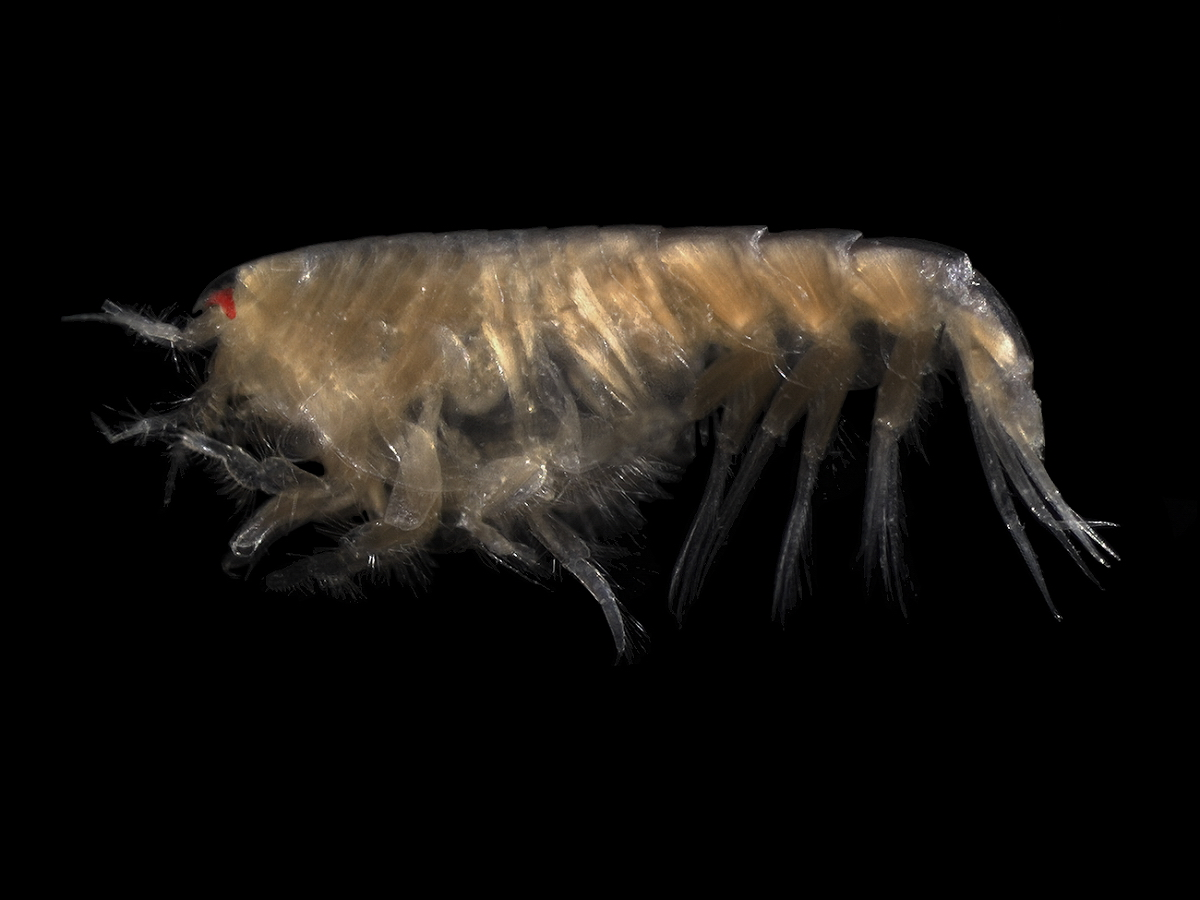
クチバシソコエビ科の一種

#### 捕食者
- クチバシソコエビ科は砂中に潜り、複眼が発達した頭部だけを水中へ出して獲物を探す。
- 日周鉛直運動を行う例が報告されているタテソコエビ科も捕食性を示す。
- ヨロイヨコエビ科は海底に潜み、獲物を待ち伏せて捕食する。

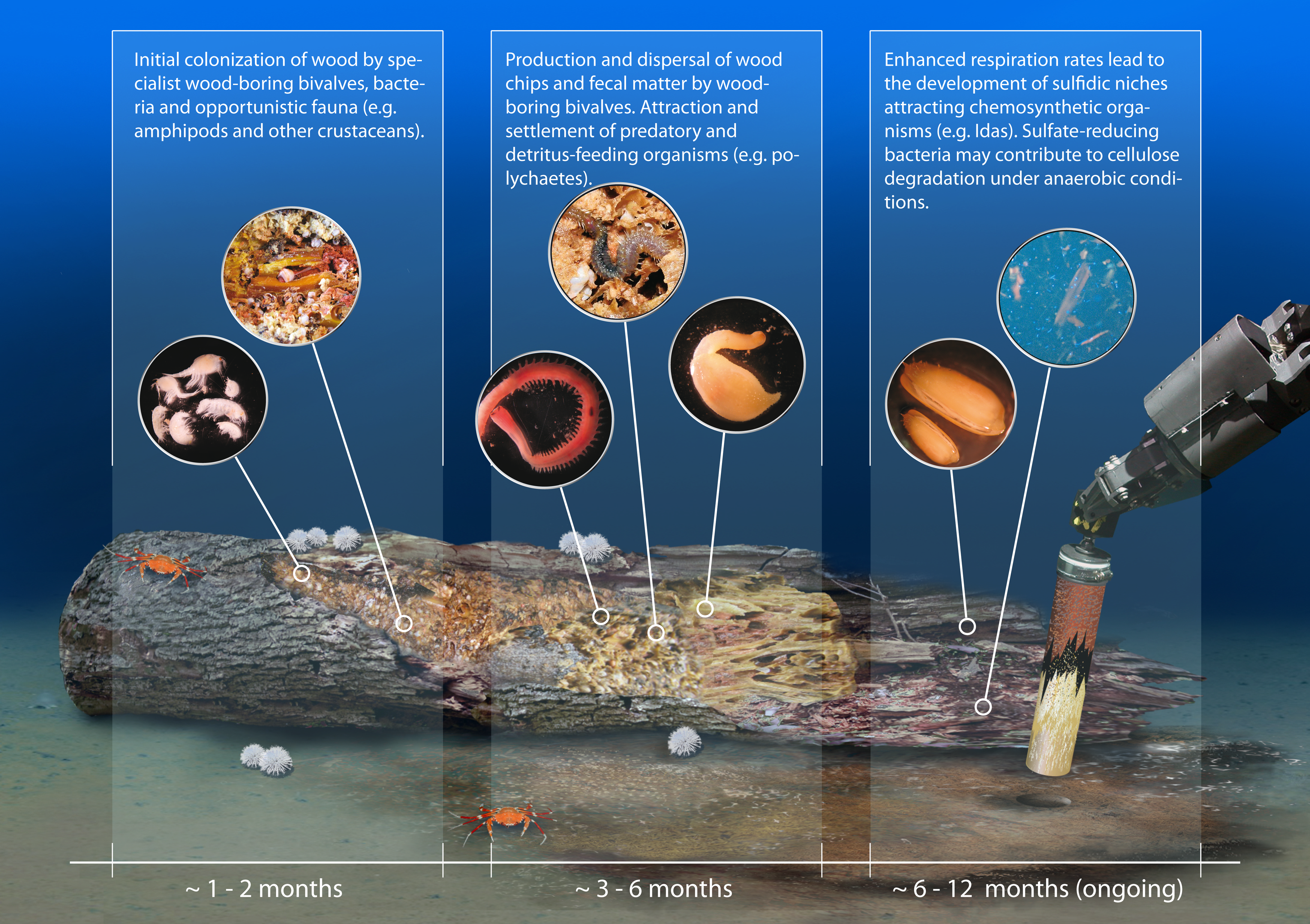
ヨコエビ類は沈木に生息する生物群集に含まれることもある

#### 腐肉食者
- バイカル湖に生息するアカントガンマルス科のヨコエビ類は湖底を徘徊して魚類の死骸を漁ると考えられている。
- フトヒゲソコエビ上科は普段は底質中に潜んでおり、餌となる動物の死骸などが沈んでいると水中を遊泳して群がる。
- 人の水死体も、しばしばヨコエビによって損壊される[5]。

#### 懸濁物食者
潜砂性ヨコエビの一部と造管性ヨコエビのほとんどが有機懸濁物を食べていると考えられる。
ヨコエビ類は、底質の表面に堆積したり水の流れに乗って漂っている懸濁物を、触角や咬脚を用いて集める。また、腹肢を使って水流を起こし、棲管内部や底節板の隙間を通過させることによって、効率よく浮遊物を捕集しているとされている。この行動は摂餌のみならず、自身の呼吸や卵に新鮮な水を供給することにも役立っていると考えられている。

### 共生および寄生
- 刺胞動物，棘皮動物，外肛動物，海綿動物などの体表において、タテソコエビ科，テングヨコエビ科，ドロノミ科，ホテイヨコエビ科，ハッジヨコエビ上科などが発見されることが多い。また、内部への棲み込みも報告されており、尾索動物に対してホヤノカンノン属（エンマヨコエビ科）やマルハサミヨコエビ科が棲み込みを行うことが知られている。
- Hyachelia（モクズヨコエビ科）やPodocerus cheloniae（ドロノミ科）は、ウミガメの体表から得られており、生活の場としていることが知られている。
- ドロノミ科のジンベエドロノミPodocerus jinbeは、ジンベエザメの口腔内（鰓耙）に付着するという極めて特異的な習性をもつ(Tomikawa et al. 2019)。剛毛を密生した触角を使って懸濁物を捕集して摂食するタイプのヨコエビであり、魚の口の中という外敵のいない環境を巧みに利用している[6]。
- フトヒゲソコエビ上科サカテヨコエビ科のサカテヨコエビ属Trischizostomaは、深海魚に体表寄生することが知られている(Freire & Serejo 2004)。
- ニホンオカトビムシMorinoia japonicaはハランの送粉者となっていると考えられていたが(Kato 1995)、後の研究ではキノコバエ類が主にその役を担っているとの見解が示されている(Suetsugu & Sueyoshi 2017)。

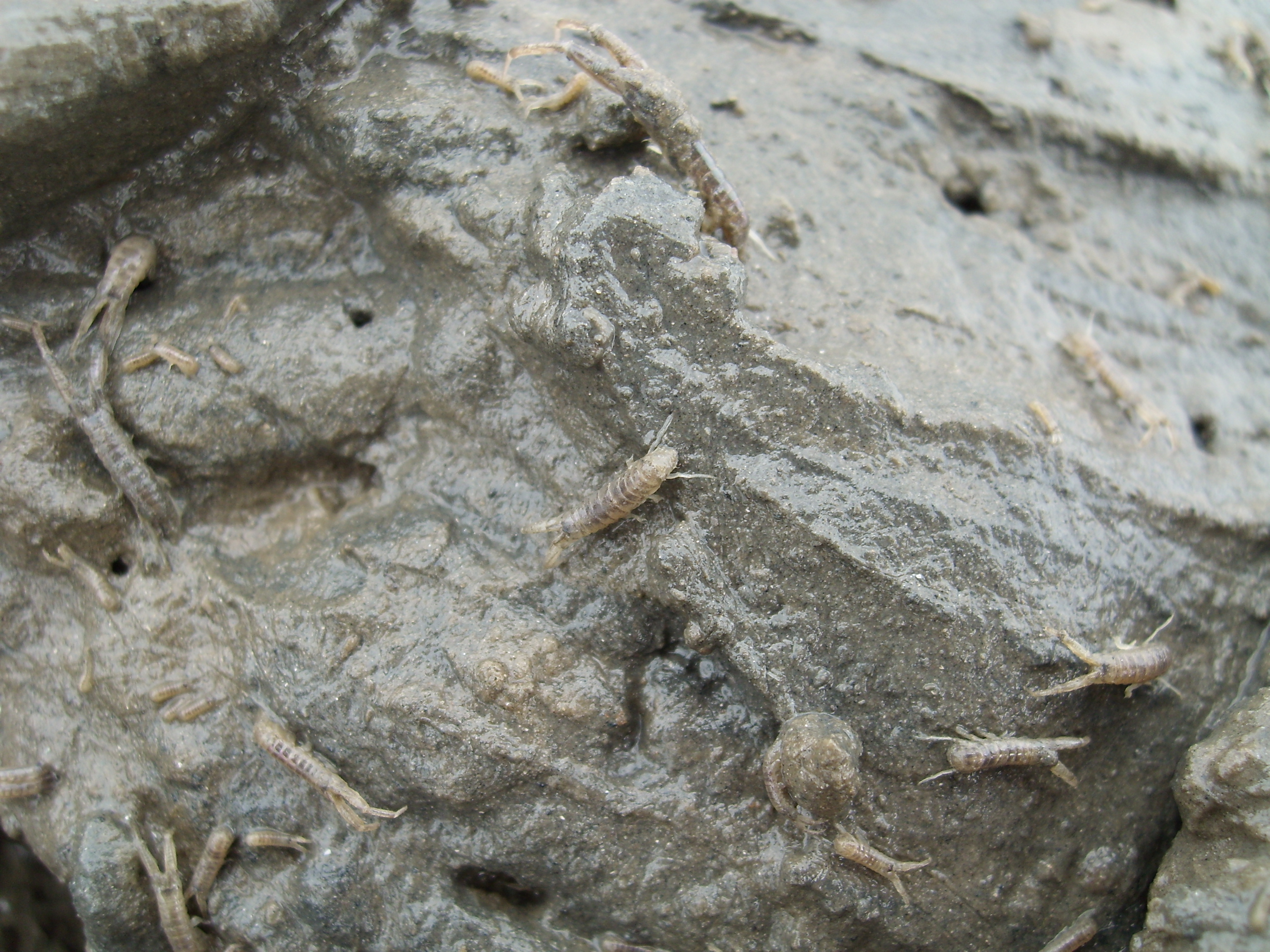
ドイツで撮影されたドロクダムシ科の一種。ドロクダムシ科は泥の中に巣を掘って生活するものが多い。

### アンフィポッド・シルク
ヒゲナガヨコエビ科は、主に保育のため海藻をつづりあわせて巣を作る。ドロクダムシ科やカマキリヨコエビ科は、泥や砂の管を作り、その中に棲む。ホソツツムシ属CerapusやCyrtophiumは、緻密に作られた筒状の巣に入ったまま水中を泳いで移動する(Giles 1885)。ヤドカリモドキ類は巻貝の殻に小石や貝殻片をつなげてその中に棲み、巣をひきずるように移動する。シャクトリドロノミ科Dyopedos や Dulichiaはマスト状の構造物を形成し、子供を止まらせてしばらく同居する。これらを作成するために用いられる分泌物は第3，4胸脚にある分泌腺でつくられ、指節先端からセメント状ないし糸状になって排出されるため、アンフィポッド・シルクと呼ばれている。

### 発光
Pseudorchestoidea gracilis（ハマトビムシ科）で生物発光が報告されている。ただし、独自の発光器官は持たず、ホタルエビ等と同様に発光バクテリアに由来すると推測されている(Bousfield & Klawe 1963)。なお、日本では栗本丹洲の記した『千虫譜』において、ヨコエビの一種と思われる生物が発光するとの記述が見られる。

## おもな種類

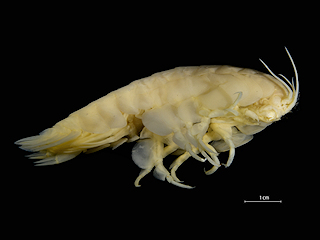
オオオキソコエビEurythenes gryllus

オオオキソコエビ Eurythenes gryllus
深海産の大型種で体長15cmほどにもなる。体色は赤で目は白色。カイコウオオソコエビと同様に体内に深海の水圧に対するように脂肪分を体内に多く貯え、この脂肪を海水よりも軽くして数千メートルの深海底よりもやや上方を泳いで、エサとなる生物の死体を捜す。
ダイダラボッチ Alicella gigantea
ダイダラボッチ科 （Alicellidae）・ダイダラボッチ属（Alicella）。前種よりも更に大型となるヨコエビの中でも最大級の種類で、体長30cm以上にもなる巨大種であり、同じく数千メートルの深海底を体内脂肪分を利用して浮力調節し、深海に落ちてきた生物の遺体を食べる。体色は淡褐色。

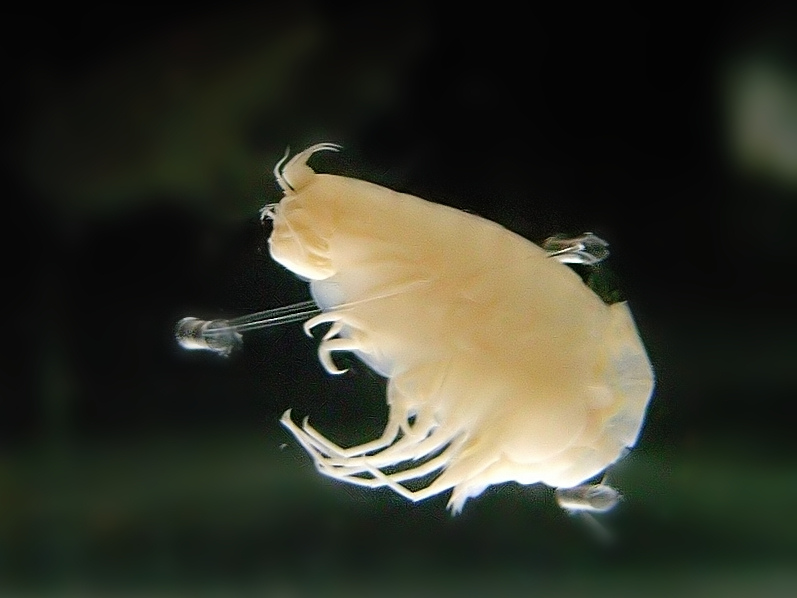
新江ノ島水族館で展示されているカイコウオオソコエビ（マリアナ海溝の水深10900mで採集）

カイコウオオソコエビ Hirondellea gigas
世界でもっとも深い場所から見つかった動物の1つで、水深6000メートル以深の超深海底にのみ生息する(土田 2008)。
ヒメハマトビムシ（種群）
ハマトビムシ科（Talitridae）。体長は1cmほどで、体色は青灰色や赤灰色をしている。海岸の満潮線付近に多数生息し、ふだんは砂の中や石の下にもぐっている。流れ着いた海藻や動物の死骸などを餌としており、それらを持ち上げるとたくさんの個体がピョンピョンと飛び跳ねる。他のヨコエビ類と比較してかなり発達が弱いものの遊泳脚（腹肢）をもち、水中を泳ぐこともできる。従来ヒメハマトビムシと呼ばれてきた種には複数の種が含まれるが、識別するためには非常に微細な形質を検討する必要がある。
オカトビムシ Morinoia humicola
ハマトビムシ科（Talitridae）・モリノオカトビムシ属（Morinoia）。体長7-8mm。沼地や休耕田の周辺などに生息する陸生のヨコエビ。
ニッポンヨコエビ Gammarus nipponensis
ヨコエビ科（Gammaridae）・ヨコエビ属（Gammarus）。体長は1 cmほどで、体色は黄褐色をしている。水のきれいな川の、落ち葉や石の下に生息する。
ディケロガマルス・ヴィロースス Dikerogammarus villosus (Killer shrimp)
ヨコエビ科（Gammaridae）・Dikerogammarus属。カスピ海・黒海原産のヨコエビの仲間。
アカントガンマルス ビクトリィ Acanthogammarus victorii
Acanthogammaridae科。バイカル湖に固有のヨコエビで、淡水性ヨコエビの中では桁違いに大きく、背面に長く鋭いトゲをもっている。琵琶湖博物館ではロシアから譲り受けた個体を生体展示しており、世界で初めて幼体の養育に成功したことで話題となった。
キョウトメクラヨコエビ Pseudocrangonyx kyotonis
メクラヨコエビ属（Pseudocrangonyx）。島根県，京都府などの洞窟や井戸などで発見されている（洞穴生物）。体長は数mmほどで、体は半透明の白色をしていて、名のとおり目が退化している。メクラヨコエビ属は四国や北海道などに複数種が生息しているほか、ユーラシア極東部にも分布する。
フロリダマミズヨコエビ Crangonyx floridanus
マミズヨコエビ属（Crangonyx）。1989年に古利根沼で確認されて以降、日本各地で発見が相次いでいる外来種。日本在来の淡水ヨコエビとは異なり、比較的水質の悪い場所でも生息できる。

## 分類
分類体系はLowry and Myers (2013, 2016, 2017, 2019, 2020)に基づき、その後の研究 - (Sidorov et al. 2018), (Ariyama & Hoshino 2020), (Alves, Lowry & Johnsson 2020)- で改訂された部分は個別に反映させた。
- Colomastigidea亜目
  - Colomastigida下目
    - Colomastigidira小目
      - Colomastigoidea上科
        - ツツヨコエビ科 Colomastigidae

    - Pagetinidira小目
      - Pagetinoidea上科
        - Pagetinidae科
- Hyperiopsidea亜目
  - Hyperiopsida下目
    - Hyperiopsidira小目
      - Hyperiopsoidea上科
        - Hyperiopsidae科
        - Vitjazianidae科

    - Podosiridira小目
      - Podosiroidea上科
        - Podosiridae科
- Amphilochidea亜目 - かつてのヨコエビ亜目Gammarideaに含まれていた分類群の大部分を引き継いでいる。
  - Amphilochida下目
    - Maxillipiidira小目
      - Maxillipioidea上科
        - アシマワシヨコエビ科 Maxillipiidae

    - Oedicerotidira小目
      - Oedicerotoidea上科
        - Exoedicerotidae科
        - クチバシソコエビ科 Oedicerotidae ベルギー沿岸で採取されたクチバシソコエビ科の一種Monoculodes carinatus

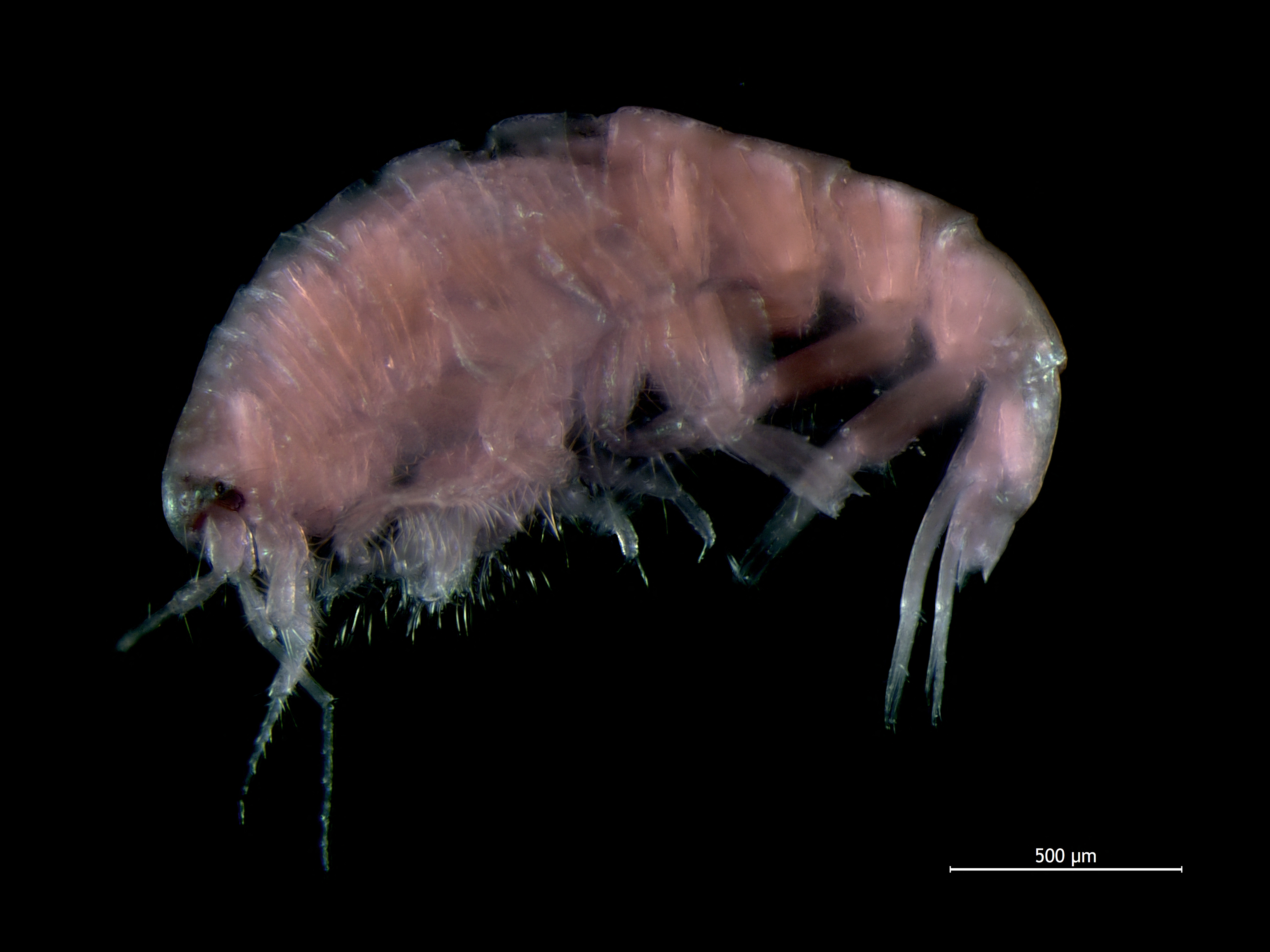
ベルギー沿岸で採取されたクチバシソコエビ科の一種

        - ゲンコツヨコエビ科 Paracalliopiidae
          - シマントヨコエビ Mucrocalliope shimantoensis
          - シオカワヨコエビ Paracalliope dichotomus

    - Eusiridira小目
      - テンロウ上科 Eusiroidea
        - Bateidae科
        - テンロウヨコエビ科 Eusiridae アラスカで採取されたテンロウヨコエビ科の一種Eusirus holmi

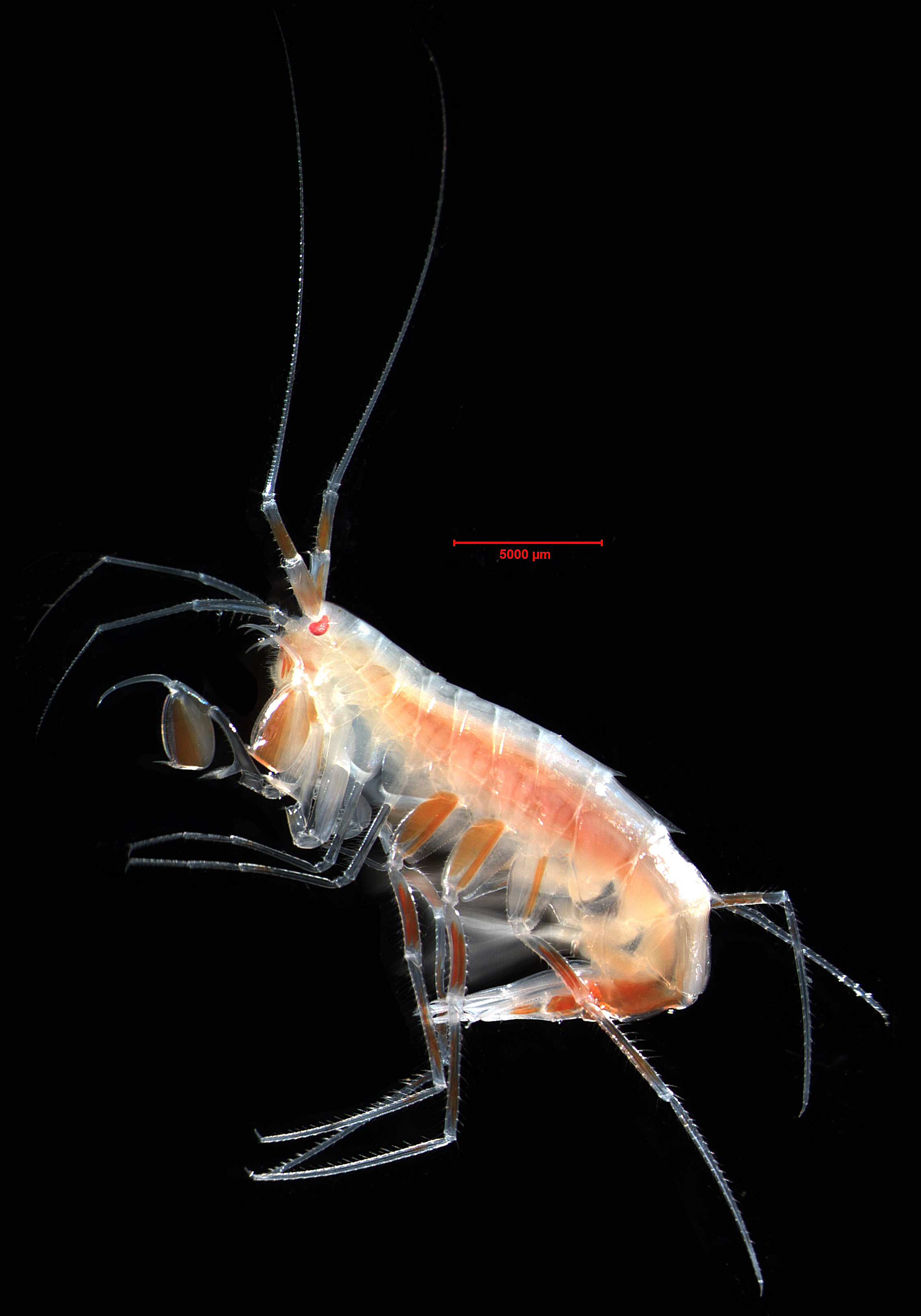
アラスカで採取されたテンロウヨコエビ科の一種

        - Miramarassidae科
        - Thurstonellidae科

      - Liljeborgioidea上科
        - トゲヨコエビ科 Liljeborgiidae
        - Pseudamphilochidae科

    - Amphilochidira小目
      - Amphilochoidea上科
        - チビヨコエビ科 Amphilochidae ベルギー沿岸で採取されたチビヨコエビ科の一種Apolochus neapolitanus
        - Bolttsiidae科
        - Cressidae科

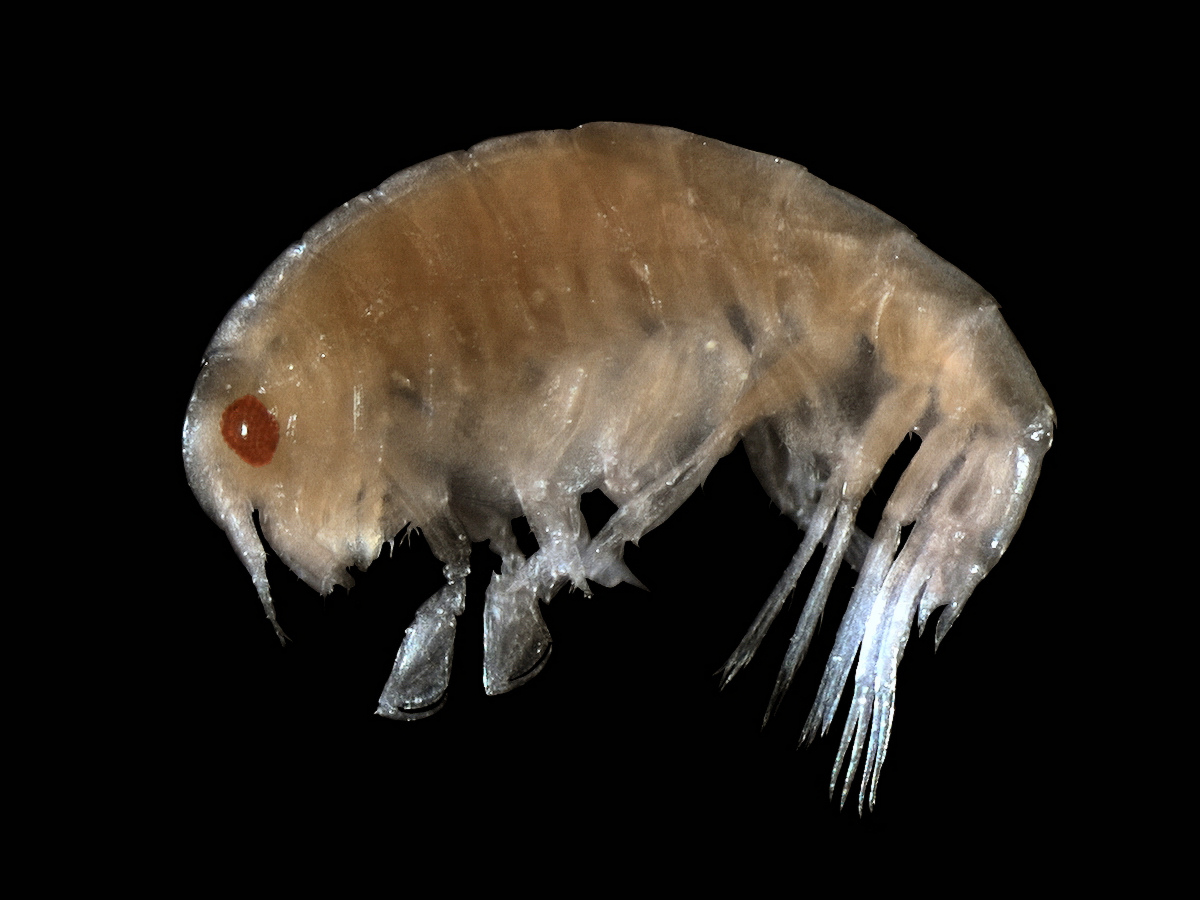
ベルギー沿岸で採取されたチビヨコエビ科の一種

        - ホテイヨコエビ科 Cyproideidae
          - マキエホテイヨコエビ Metacyproidea makie

        - Didymocheliidae科
        - Nihotungidae科
        - テングヨコエビ科 Pleustidae
        - セバヨコエビ科 Sebidae
        - ミジンヨコエビ科 Seborgiidae科
        - タテソコエビ科 Stenothoidae ベルギー沿岸で採取されたタテソコエビ科の一種Metopa rubrovittata

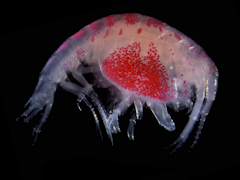
ベルギー沿岸で採取されたタテソコエビ科の一種

      - マルハサミヨコエビ上科 Leucothoidea
        - マルハサミヨコエビ科 Leucothoidae
          - Leucothoe eltoniベルギー沿岸で採取されたマルハサミヨコエビ科の一種Leucothoe incisa

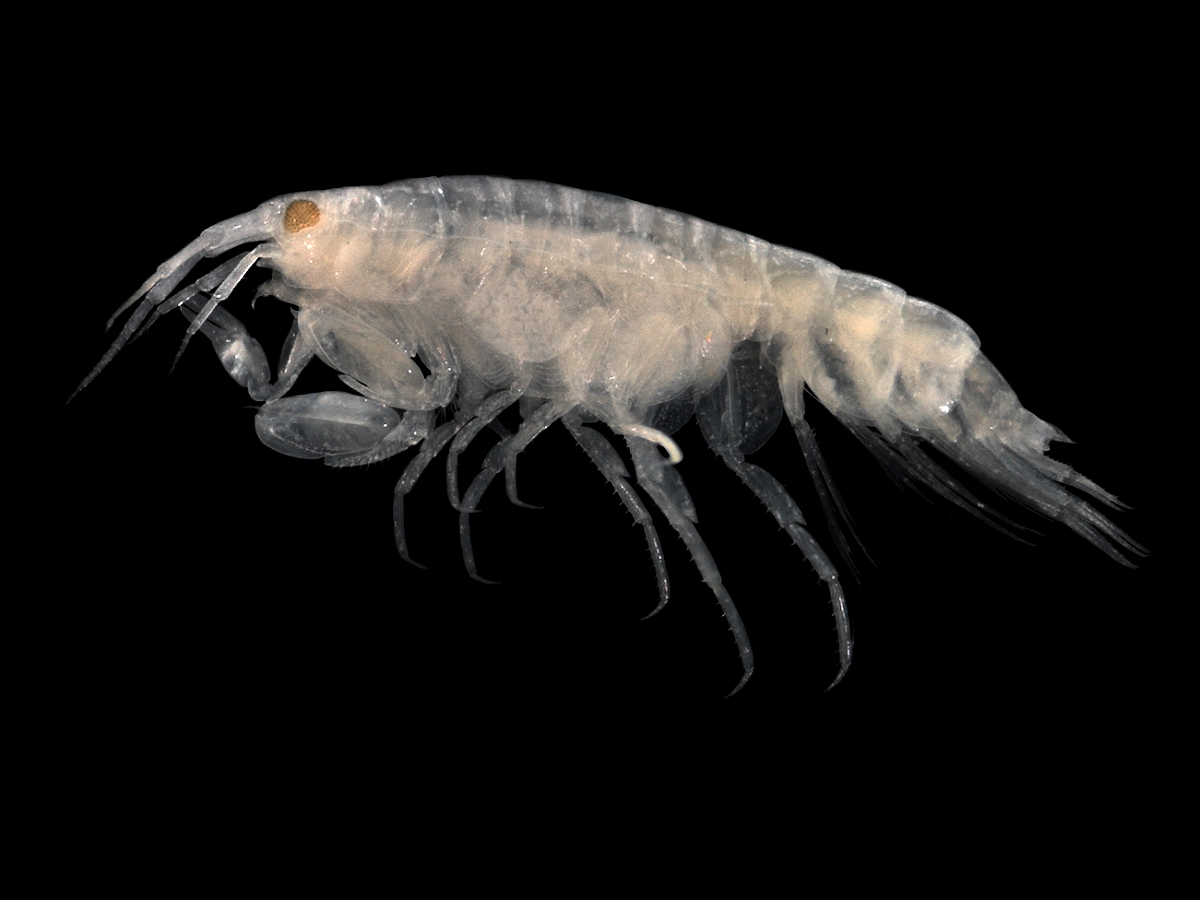
ベルギー沿岸で採取されたマルハサミヨコエビ科の一種

      - Iphimedioidea上科
        - Acanthonotozomatidae科
        - Acanthonotozomellidae科
        - リュウコツヨコエビ科 Amathillopsidae
        - Dikwidae科
        - ヨロイヨコエビ科 Epimeriidae
          - Epimeria rubrieques

        - カッチュウヨコエビ科 Iphimediidae ケープ半島で撮影されたカッチュウヨコエビ科の一種Iphimedia gibba
        - Lafystiidae科

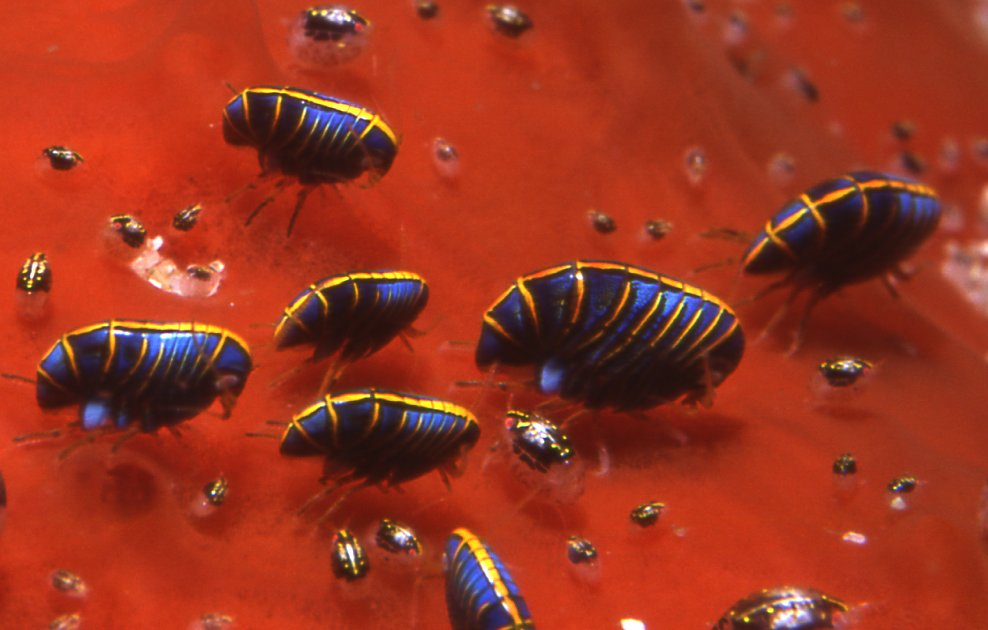
ケープ半島で撮影されたカッチュウヨコエビ科の一種

        - Laphystiopsidae科
        - Ochlesidae科
        - スベヨコエビ科 Odiidae
          - ホムラスベヨコエビ Postodius igneus

        - Sicafodiidae科
        - Stilipedidae科
        - Vicmusiidae科

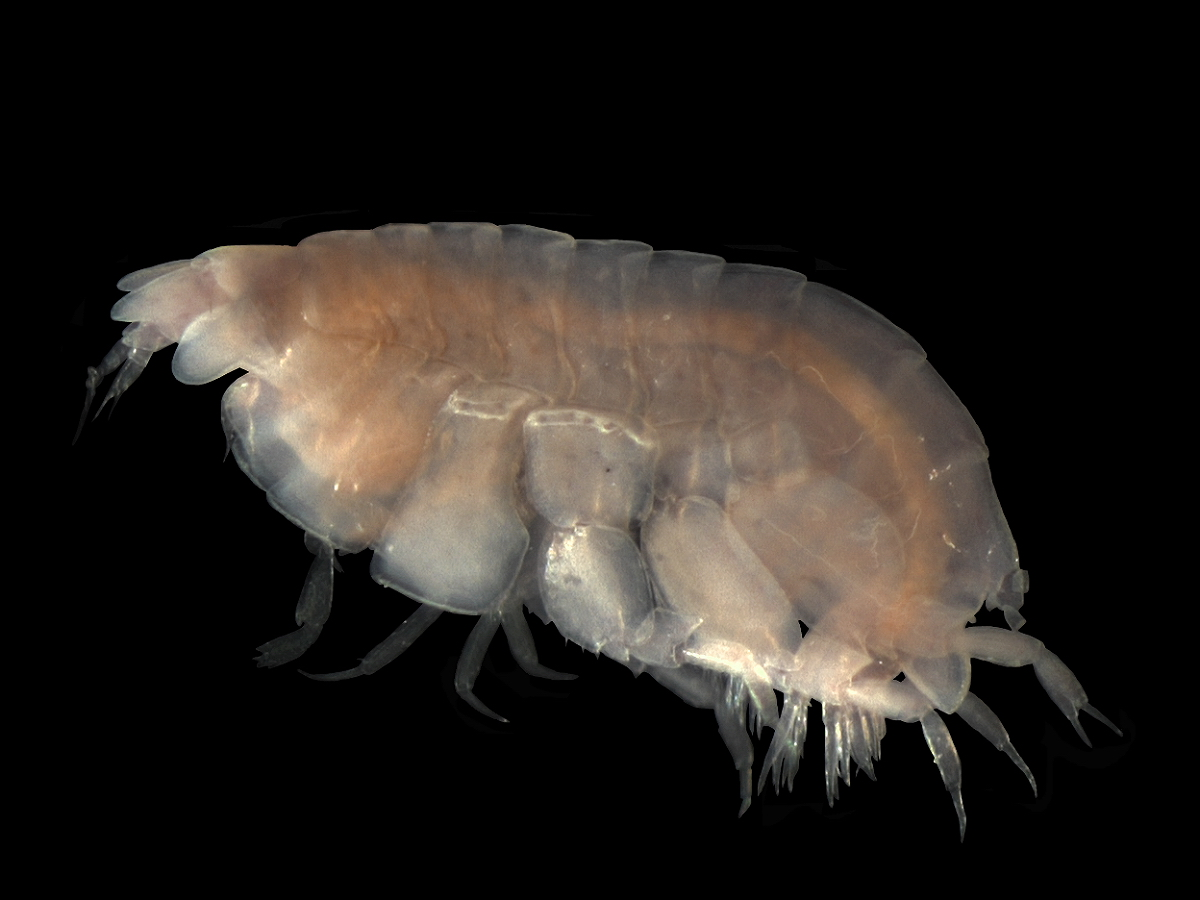
北海で採取されたフトヒゲソコエビ科の一種

  - Lysianassida下目
    - Synopiidira小目
      - エンマヨコエビ上科 Dexaminoidea
        - フタハナヨコエビ科 Atylidae ベルギー沿岸で採取されたフタハナヨコエビ科の一種Atylus swammerdami
        - エンマヨコエビ科 Dexaminidae

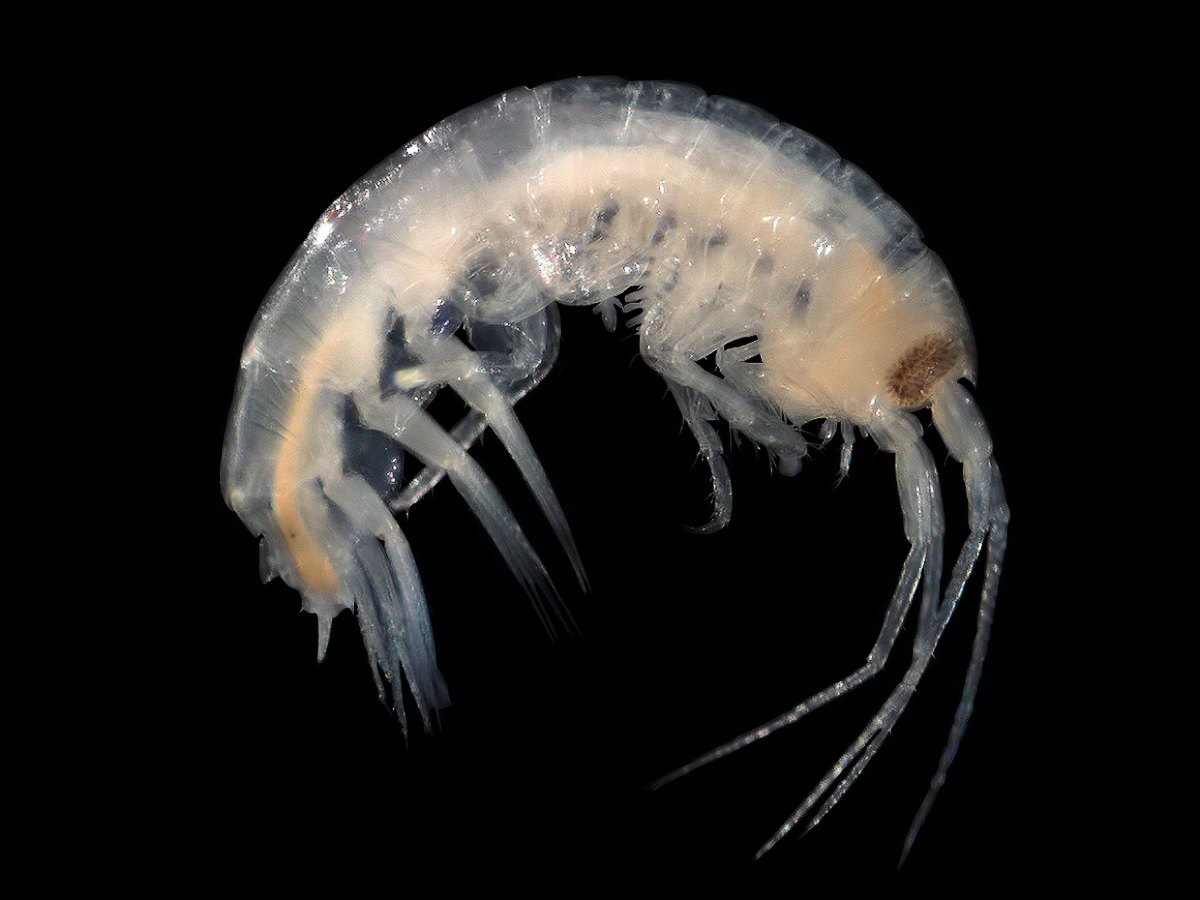
ベルギー沿岸で採取されたフタハナヨコエビ科の一種

        - サカサヨコエビ科 Melphidippidae
        - ミコヨコエビ科 Pardaliscidae
          - トヨタマミコヨコエビ Nicippe recticaudata

      - Synopioidea上科
        - スガメソコエビ科 Ampeliscidae スガメソコエビ科のクビナガスガメAmpelisca brevicornis
        - ヒヨリミヨコエビ科 Argissidae
        - フクスケヨコエビ科 Synopiidae

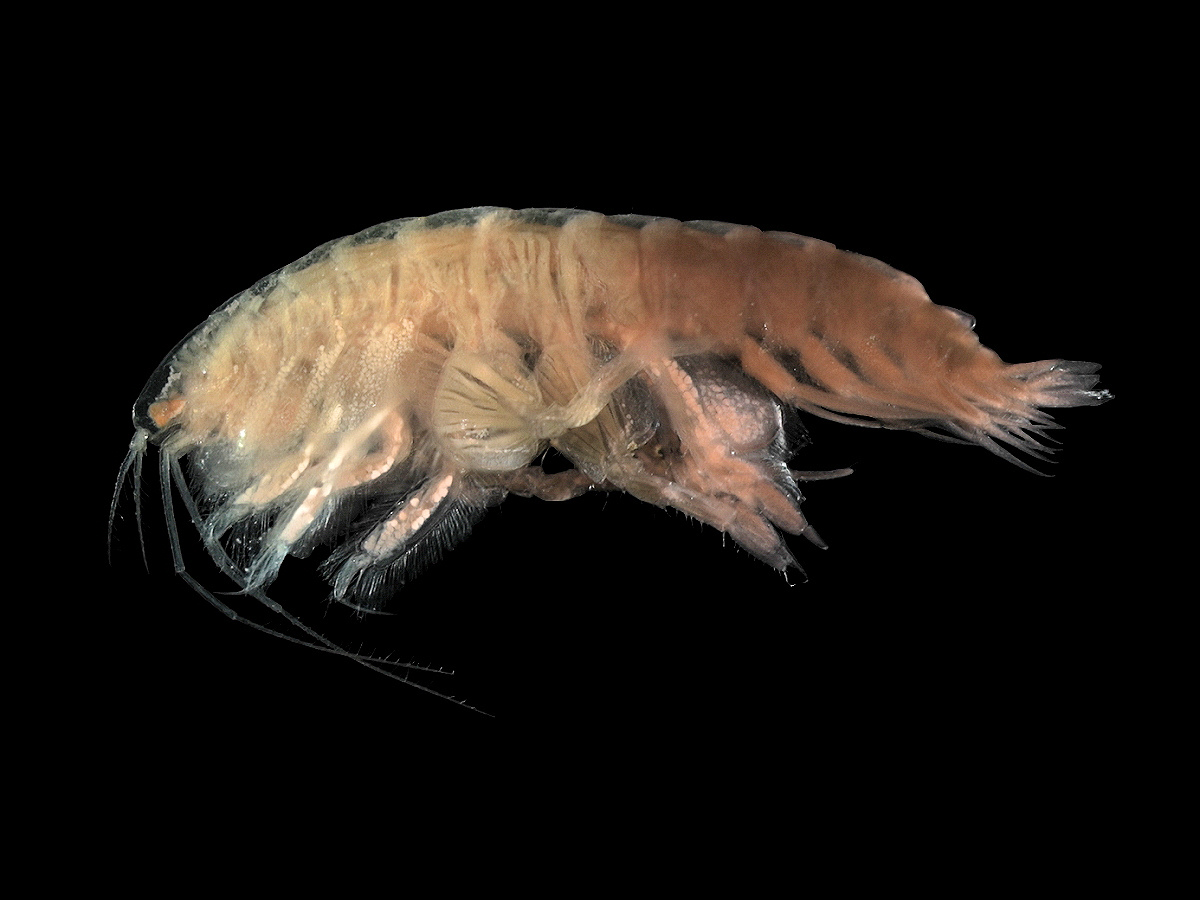
スガメソコエビ科のクビナガスガメ

    - Haustoriidira小目
      - Haustorioidea上科
        - Cheidae科
        - Condukiidae科
        - ツノヒゲソコエビ科 Haustoriidae
          - スナウシロマエソコエビ Eohaustorius sublicolus

        - Ipanemidae科
        - Otagiidae科
        - ヒサシソコエビ科 Phoxocephalidae
        - Phoxocephalopsidae科
        - フタマタソコエビ科 Pontoporeiidae
        - Priscillinidae科
        - Sinurothoidae科
        - Urohaustoriidae科
        - マルソコエビ科 Urothoidae ベルギー沿岸で採取されたマルソコエビ科の一種Urothoe brevicornis

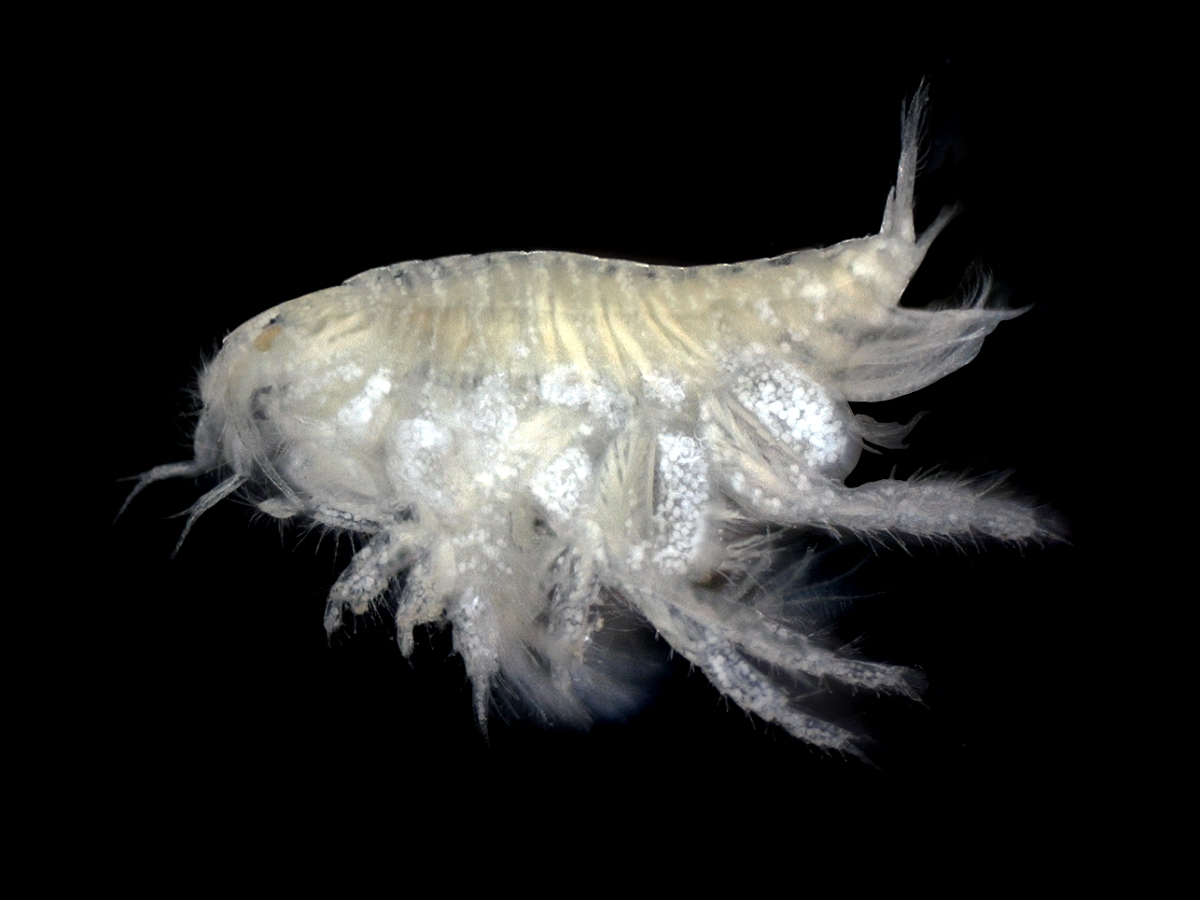
ベルギー沿岸で採取されたマルソコエビ科の一種

        - Zobrachoidae科

    - Lysianassidira小目
      - Alicelloidea上科
        - ダイダラボッチ科 Alicellidae
          - ダイダラボッチ Alicella gigantea

        - Parargissidae科
        - Podoprionidae科
        - Valettiidae科
        - Valettiopsidae科
        - Vemanidae科

      - フクレソコエビ上科 Stegocephaloidea
        - フクレソコエビ科 Stegocephalidae ベーリング海東部で採取されたフクレソコエビ科の一種

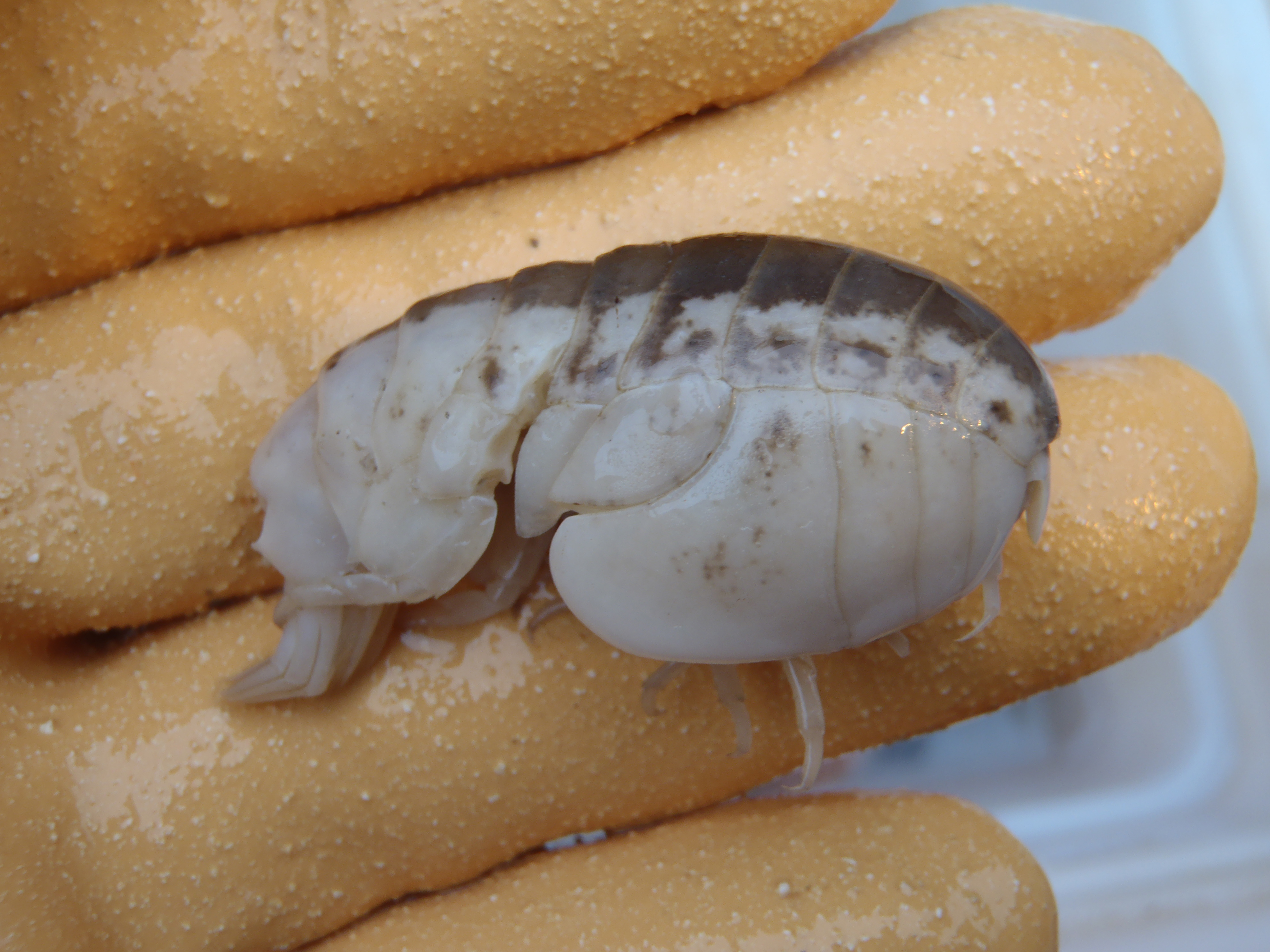
ベーリング海東部で採取されたフクレソコエビ科の一種

      - フトヒゲソコエビ上科 Lysianassoidea
        - Adeliellidae科
        - Amaryllididae科
          - Amaryllis philatelica

        - Cebocaridae科
        - ヒロハソコエビ科 Cyclocaridae
        - ネコゼヨコエビ科 Cyphocarididae ネコゼヨコエビ科の一種Cyphocaris richardi

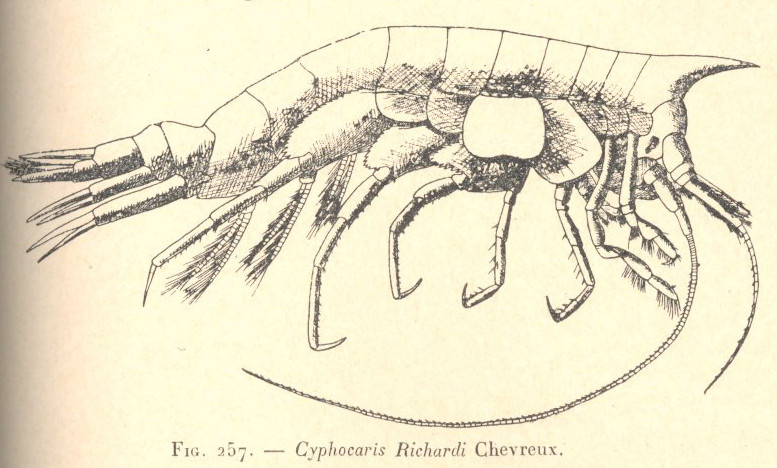
ネコゼヨコエビ科の一種

        - オキソコエビ科 Eurytheneidae
          - ヒロメオキソコエビ Eurythenes aequilatus
          - オオオキソコエビ Eurythenes guryllus

        - カイコウオオソコエビ科 Hirondelleidae
          - カイコウオオソコエビ Hirondellea gigas北海で採取されたフトヒゲソコエビ科の一種Lepidepecreum longicornis

        - フトヒゲソコエビ科 Lysianassidae
        - オオテソコエビ科 Opisidae
        - クツミガキソコエビ科 Scopelocheiridae
          - Aroui onagawae

        - タカラソコエビ科 Tryphosidae
        - ツノアゲソコエビ科 Uristidae

      - Aristioidea上科
        - Acidostomatidae科
        - Ambasiidae科
        - フカゾリソコエビ科 Aristiidae
        - Conicostomatidae科
        - Derjugianidae科
        - チョッキリソコエビ科 Endevouridae
        - Izinkalidae科
        - Kergueleniidae科
        - Lepidepecreellidae科
        - チョウチンソコエビ科 Pakynidae
        - Sophrosynidae科
        - Thoriellidae科
        - サカテヨコエビ科 Trischizostomatidaeサカテヨコエビ属の一種Trischizostoma raschi

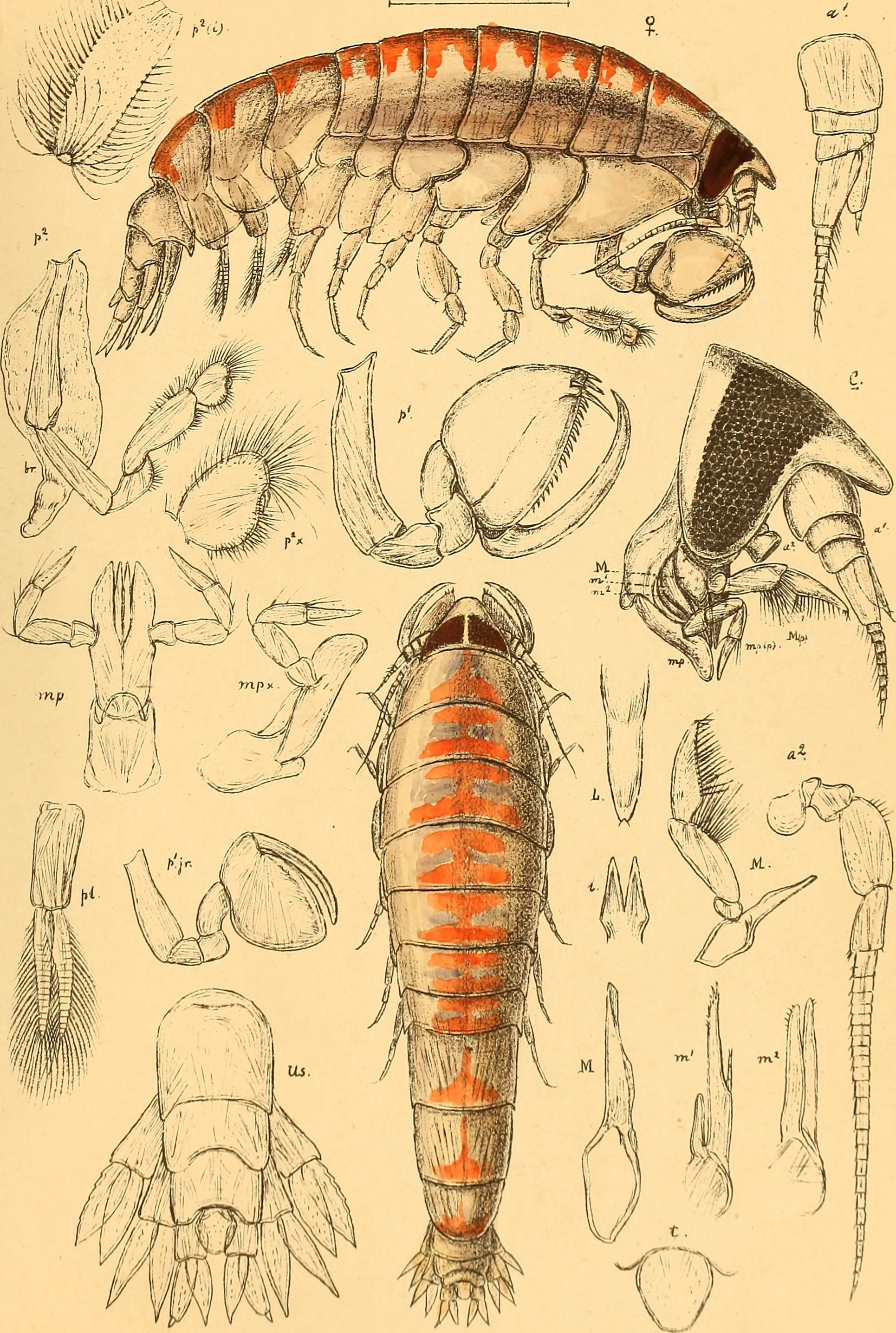
サカテヨコエビ属の一種

          - トウホクサカテヨコエビTrischizostoma tohokuense

        - Wandinidae科
- Senticaudata亜目 - ワレカラ亜目を構成していたワレカラ類，クジラジラミ類が内包されている。以下の6下目からなる。
  - Carangoliopsida下目
    - Caramgoliopsidira小目
      - Carangoliopsoidea上科
        - Carangoliopsidae科
        - Kairosidae科

  - Talitrida下目 バルト海に浮かぶボーンホルム島で撮影されたハマトビムシ科の一種Talitrus saltator
    - Talitridira小目

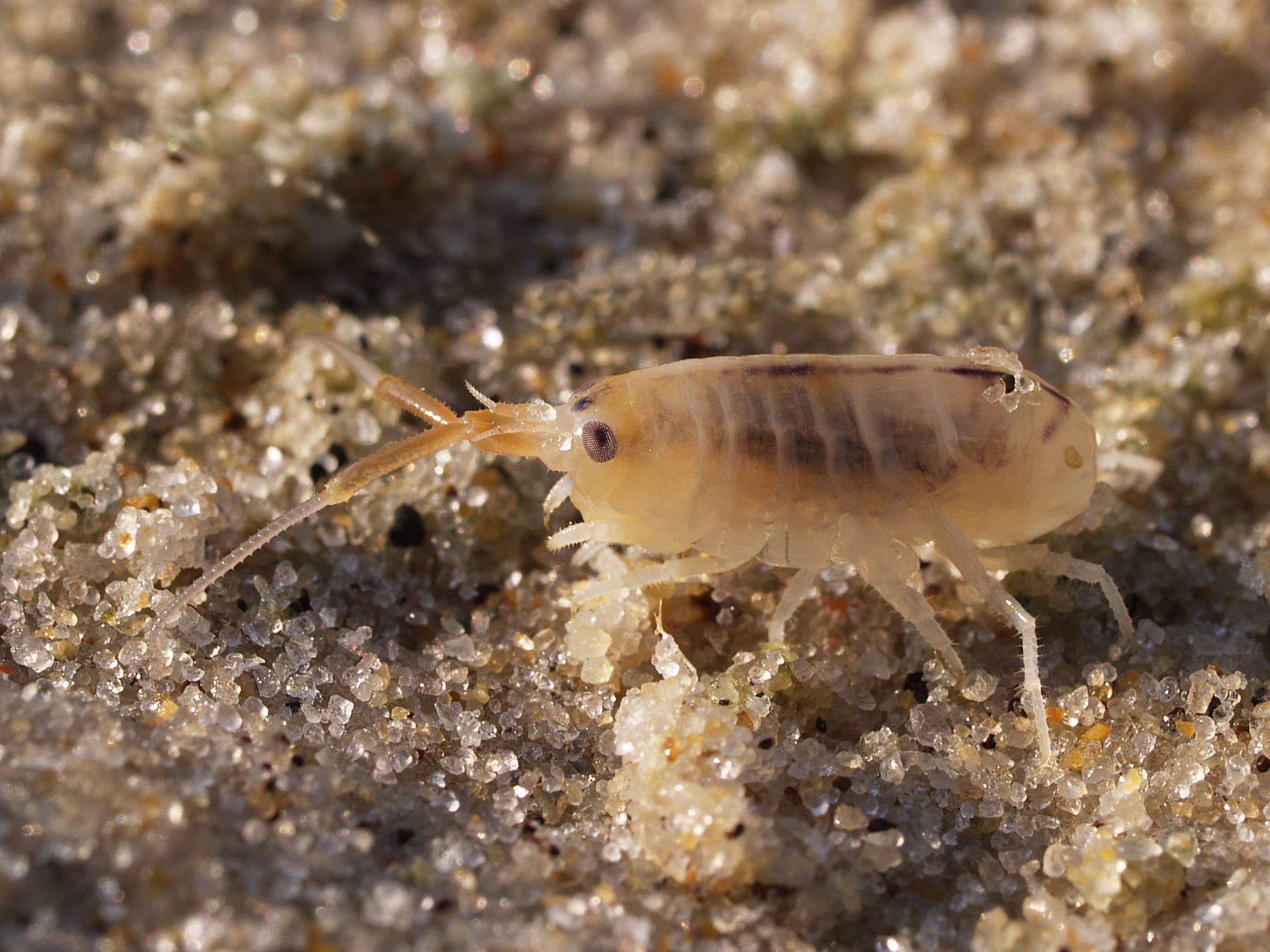
バルト海に浮かぶボーンホルム島で撮影されたハマトビムシ科の一種

      - Caspicoloidea上科
        - Caspicolidae科

      - Kurioidea上科
        - Kuriidae科
        - Tulearidae科

      - Hyaloidea上科
        - Ceinidae科
        - Chiltoniidae科
        - ナミノリソコエビ科 Dogielinotidae
        - ネクイムシ科 Eophliantidae
          - コンブノネクイムシ Ceinina japonica

        - ヒアレラ科 Hyalellidae
        - モクズヨコエビ科 Hyalidae北海で採取されたモクズヨコエビ科の一種Apohyale prevostiiのオス

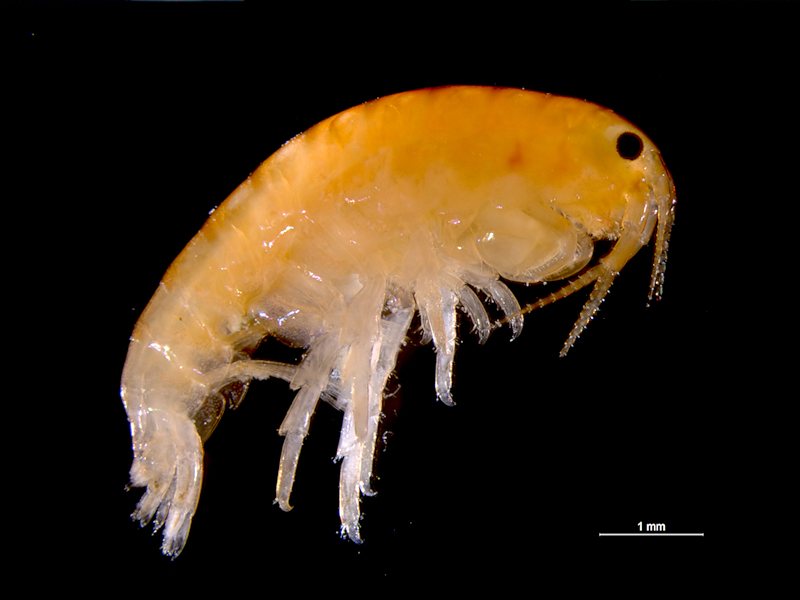
北海で採取されたモクズヨコエビ科の一種のオス

          - フサゲモクズ Ptilohyale barbicornis

        - ヒョットコヨコエビ科 Najnidae
        - ミノガサヨコエビ科 Phliantidae
        - Plioplateidae科
        - Temnophliantidae科

      - ハマトビムシ上科 Talitroidea
        - Protorchestoidae外科
          - Arcitalitridae科
          - Protorchestiidae科
          - Uhlorchestiidae科

        - Talitroidae外科
          - サキシマオカトビムシ科 Brevitalitridae
          - Curiotalitridae科
          - Makawidae科
          - ハマトビムシ科 Talitridae
            - タイヘイヨウヒメハマトビムシ Platorchestia pacifica
            - ヒメハマトビムシ Demaorchestia joi
            - ニホンオカトビムシ Morinoia japonica

  - Corophiida下目
    - Corophiidira小目
      - Aoroidea上科
        - ユンボソコエビ科 Aoridae ベルギー沿岸で採取されたユンボソコエビ科の一種Microdeutopus anomalusのオス

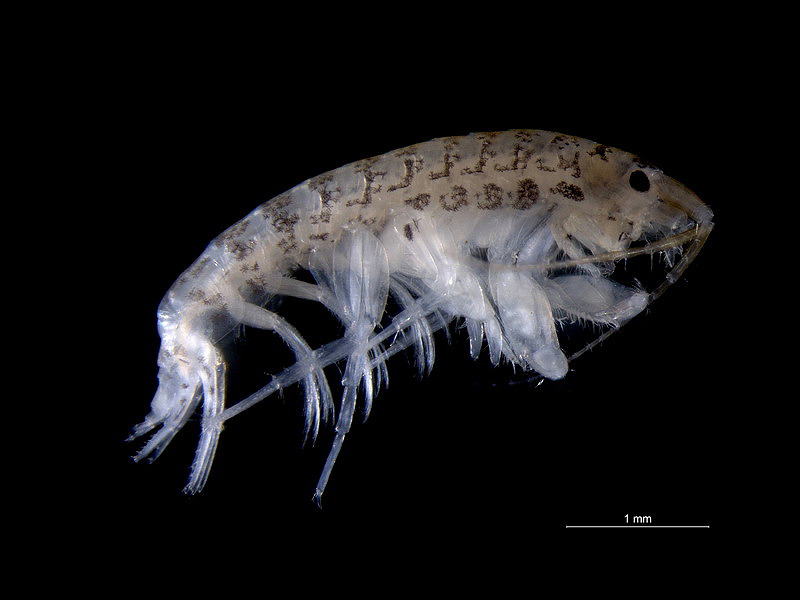
ベルギー沿岸で採取されたユンボソコエビ科の一種のオス

          - ニホンドロソコエビ Grandidierella japonica
          - オオサカドロソコエビ Grandidierella osakaensis
          - ヒメドロソコエビ Paragrandidierella minima
          - ミョウジンブラブラソコエビ Aoroides myojinensis

        - コタテヨコエビ科 Unciolidae

      - Cheluroidea上科 キクイモドキChelura terebrans
        - キクイモドキ科 Cheluridae

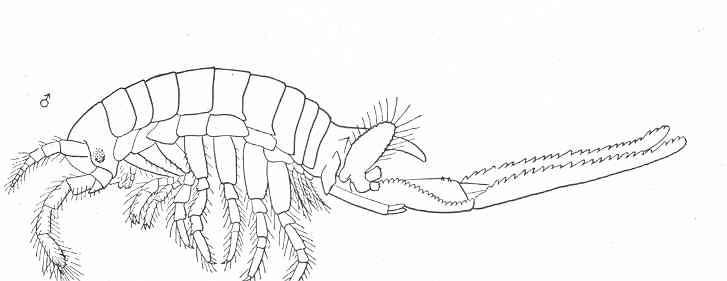
キクイモドキ

      - Chevalioidea上科
        - Chevaliidae科

      - ドロクダムシ上科 Corophioidea
        - ヒゲナガヨコエビ科 Ampithoidae
          - モズミヨコエビ Ampithoe valida
          - ニッポンモバヨコエビ Ampithoe lacertosa ニッポンモバヨコエビAmpithoe lacertosa

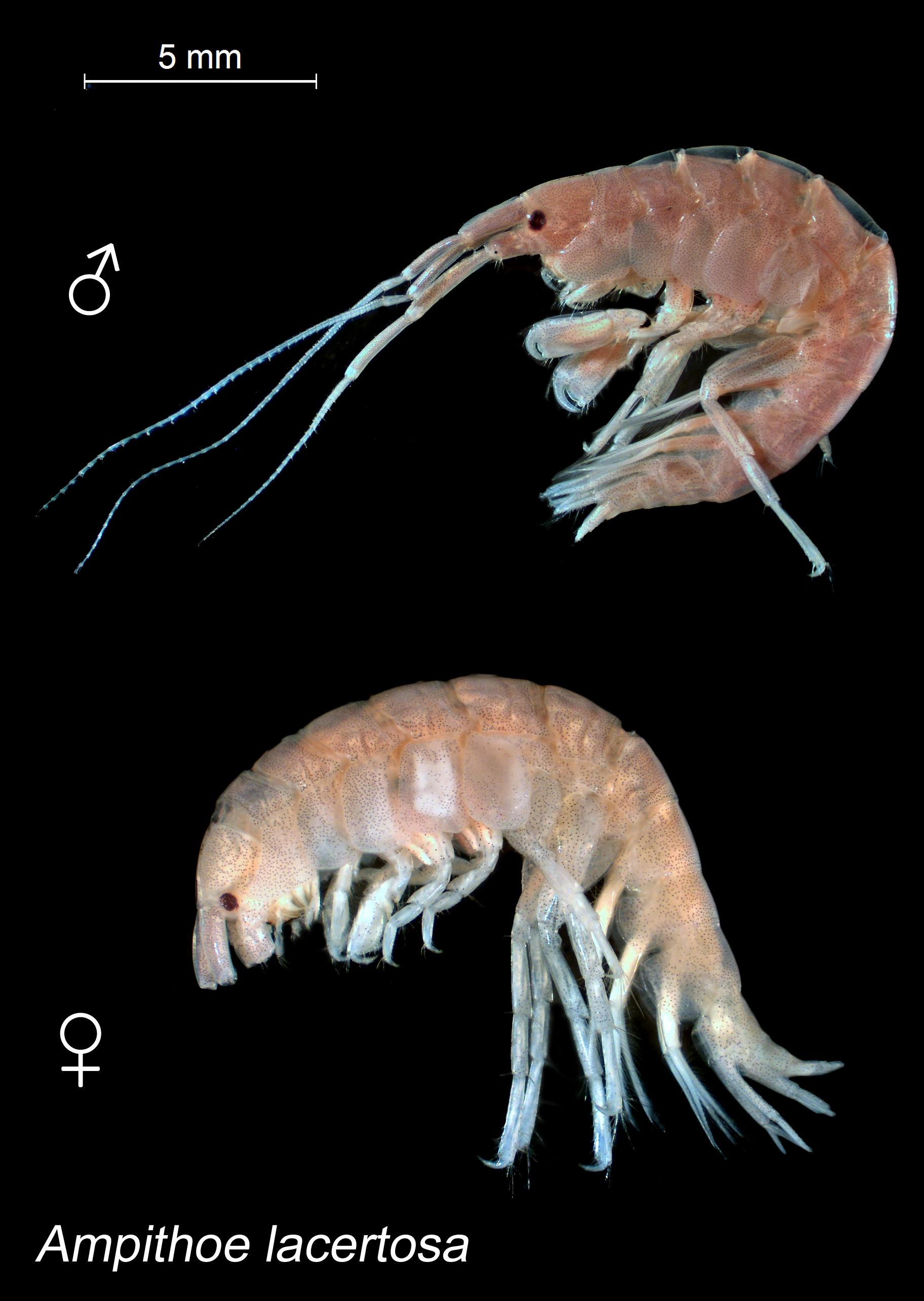
ニッポンモバヨコエビ

        - ドロクダムシ科 Corophiidae韓国で採取されたドロクダムシ科の一種Sinocorophium hangangenseのオス

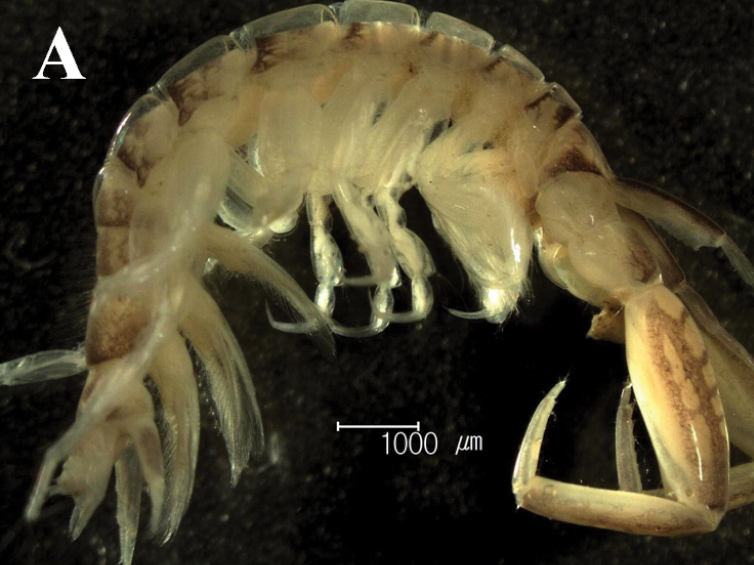
韓国で採取されたドロクダムシ科の一種のオス

          - トンガリドロクダムシMonocorophium insidiosum

    - Caprelidira小目
      - Aetiopedesoidea上科
        - Aetiopedesidae科
        - Paragammaropsidae科

      - ワレカラ上科 Caprelloidea
        - ワレカラ科 Caprellidae ベルギー沿岸で採取されたワレカラの一種Pariambus typicus

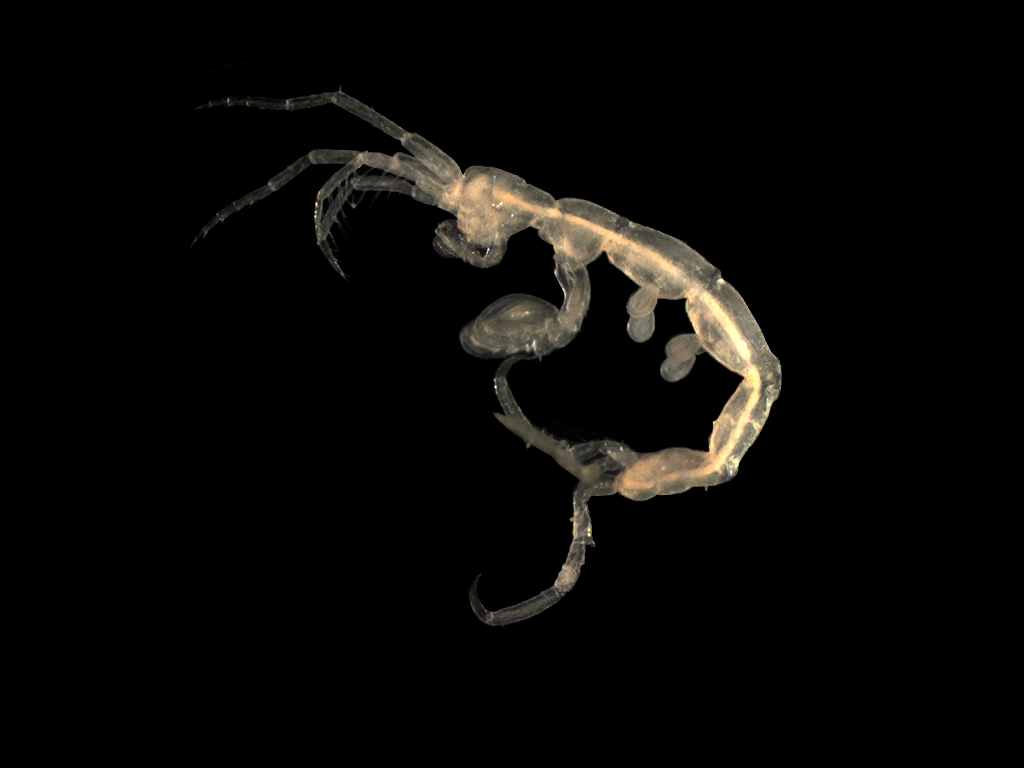
ベルギー沿岸で採取されたワレカラの一種

        - ヨコエビワレカラ科 Caprogammaridae
        - クジラジラミ科 Cyamidae
        - シャクトリドロノミ科 Dulichiidae
        - ドロノミ科 Podoceridae
          - ジンベエドロノミPodocerus jinbe

      - Isaeoidea上科
        - イシクヨコエビ科 Isaeidae

      - Microprotopoidea上科
        - Microprotopidae科

      - Neomegamphoidea上科
        - Neomegamphopidae科
        - キシドウヨコエビ科 Priscomilitariidae

      - Photoidea上科
        - カマキリヨコエビ科 Ischyroceridae
        - カマカヨコエビ科 Kamakidae
          - イサハヤカマカモドキ Heterokamaka isahayae

        - クダオソコエビ科 Photidae クダオソコエビ科のフタトゲソコエビGammaropsis nitida

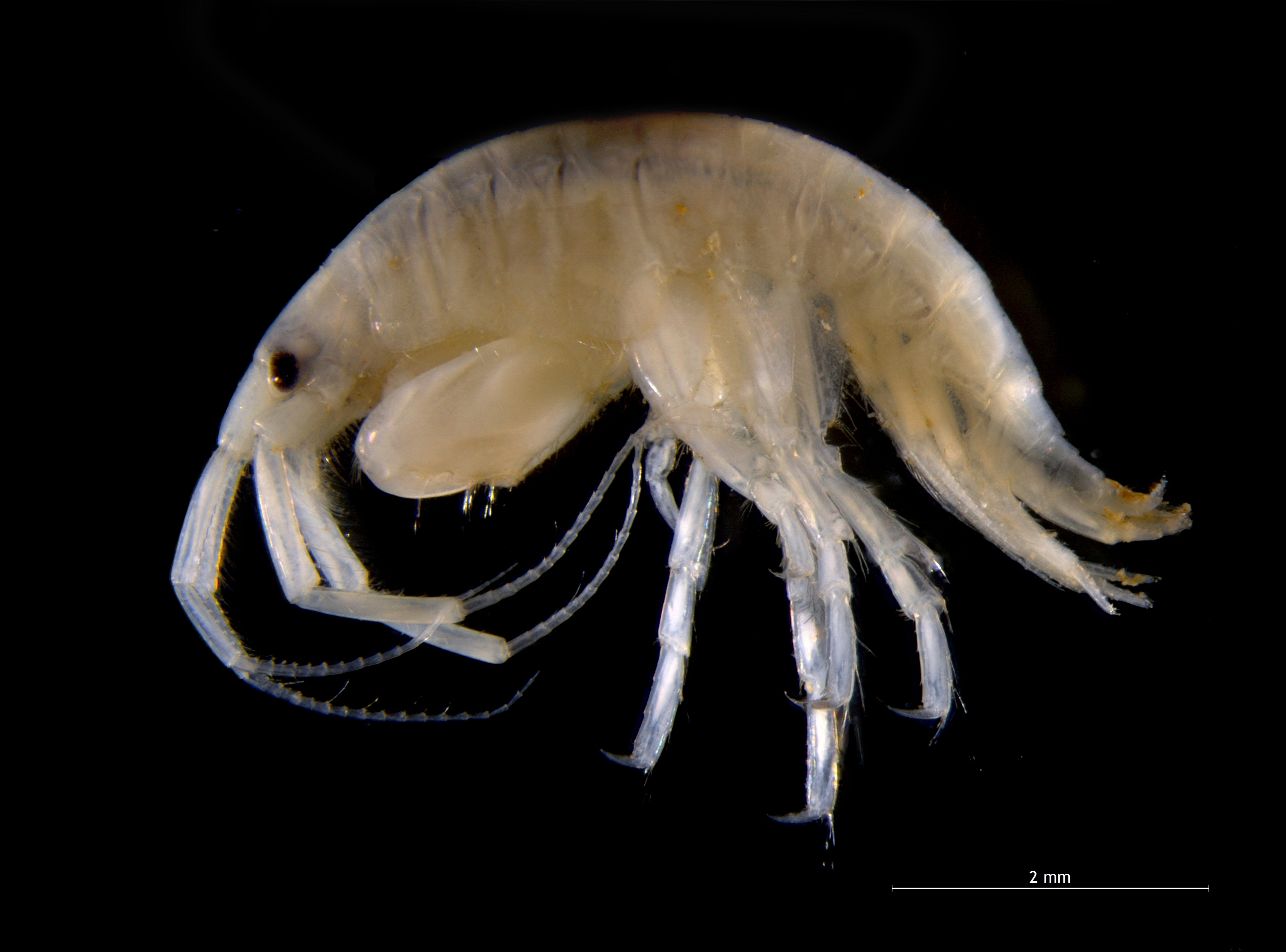
クダオソコエビ科のフタトゲソコエビ

      - ボウノボリヨコエビ上科  Protodulichioidea
        - ボウノボリヨコエビ科  Protodulichiidae

      - Rakirooidea上科
        - Rakiroidae科

  - Hadziida下目
    - Hadziidira小目
      - ハッジヨコエビ上科 Hadzioidea
        - Crangoweckeliidae科
        - センドウヨコエビ科 Eriopisidae
        -  Gammaroporeiidae科
        - ハッジヨコエビ科 Hadziidae
        - スンナリヨコエビ科 Maeridae
        - メリタヨコエビ科 Melitidae
        - Metacrangonyctidae科
        - マルヨコエビ科 Nuuanuidae

      - Calliopioidea上科
        - ウラシマヨコエビ科 Calliopiidae
        - Cheirocratidae科ベルギー沿岸で採取されたウラシマヨコエビ上科Cheirocratidae科の一種Cheirocratus sundevallii

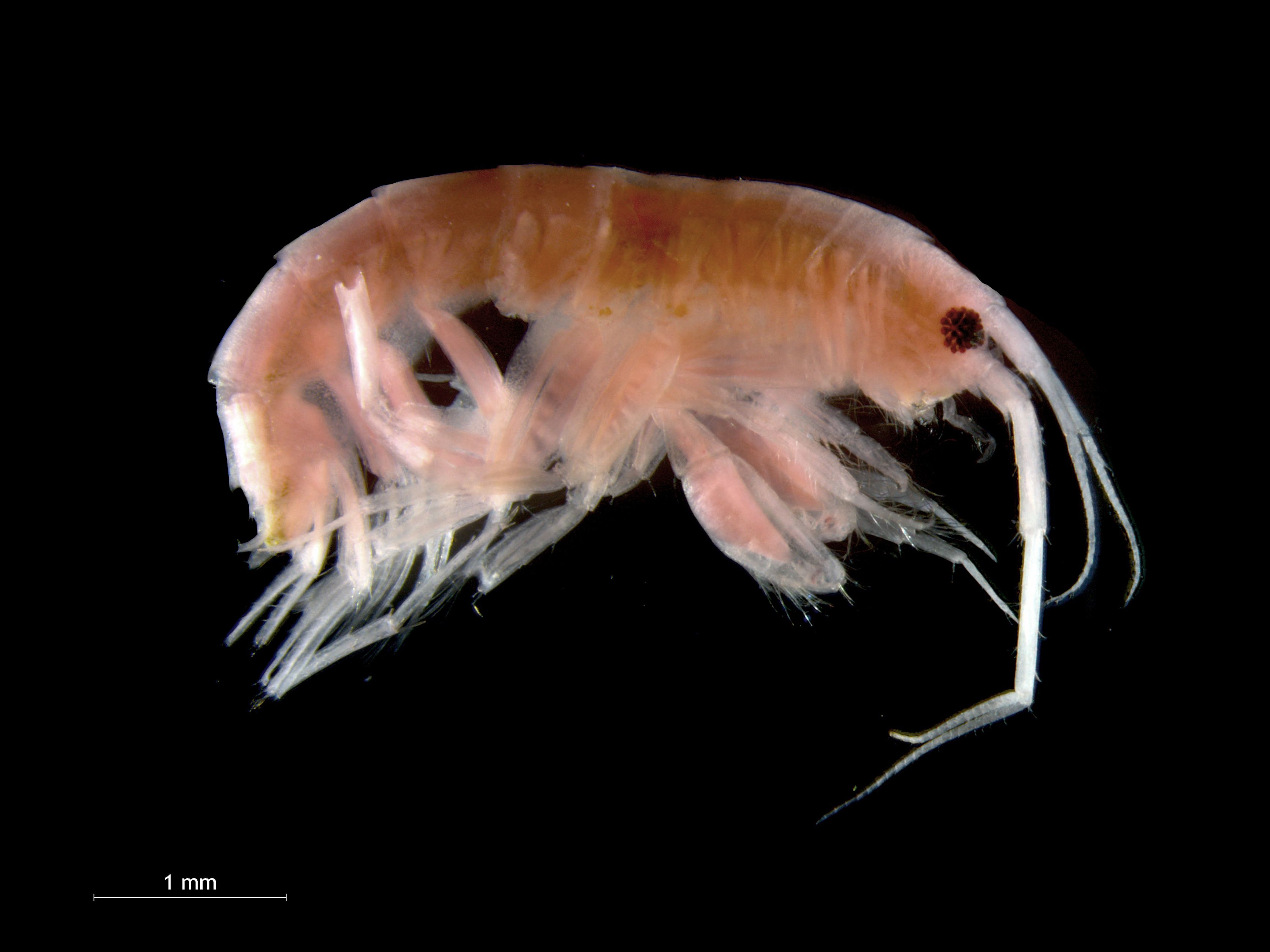
ベルギー沿岸で採取されたウラシマヨコエビ上科Cheirocratidae科の一種

        - Hornelliidae科
        - アゴナガヨコエビ科 Pontogeneiidae

      - Magnovioidea上科
        - Magnovidae科

  - Bogidiellida下目
    - Bogidiellidira小目
      - Bogidielloidea上科
        - Artesiidae科
        - カンゲキヨコエビ科  Bogidiellidae
        - Salentinellidae科

  - Gammarida下目
    - Crangonyctidira小目
      - Allocrangonyctoidea上科
        - Allocrangonyctidae科
        - Crymostygiidae科
        - Dussartiellidae科
        - Pseudoniphargidae科
        - Kergueleniolidae科

      - Crangonyctoidea上科
        - Chillagoeidae科
        - マミズヨコエビ科 Crangonyctidae米国に生息するマミズヨコエビ科の一種Stygobromus kenki

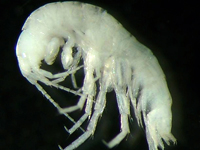
米国に生息するマミズヨコエビ科の一種

          - フロリダマミズヨコエビ Crangonyx floridanus

        - Austroniphargidae科
        - Giniphargidae科
        - Kotumsaridae科
        - シンヨコエビ科 Neoniphargidae
        - Niphargidae科
        - Paracrangonyctidae科
        - Paramelitidae科
        - Perthiidae科
        - メクラヨコエビ科 Pseudocrangonyctidae
        - Sandroidae科
        - Sternophysingidae科
        - Uronyctidae科

    - Gammaridira小目

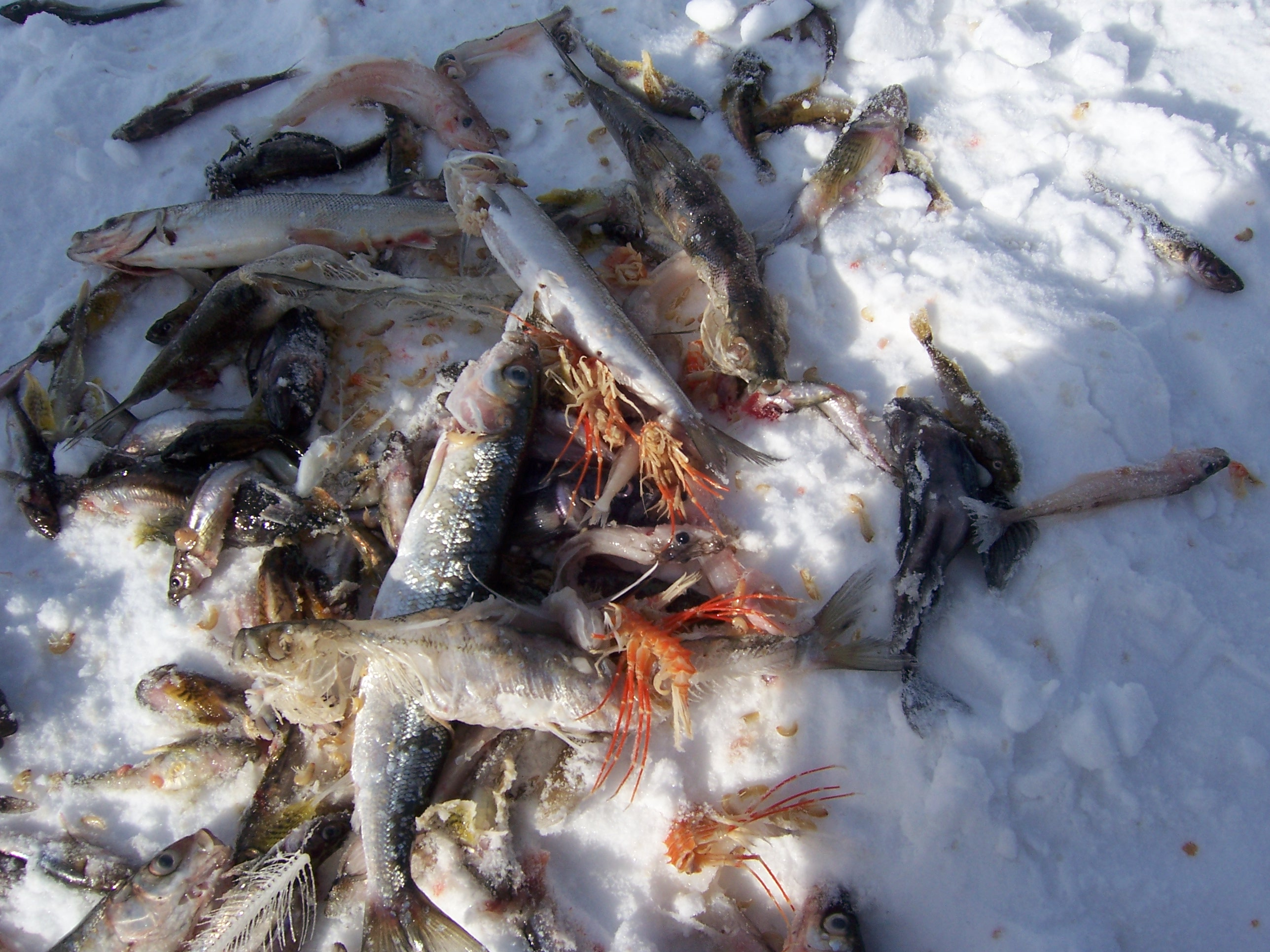
バイカル湖の漁獲物の中にアカントガンマルス科とみられるヨコエビが混じっている

      - ヨコエビ上科 Gammaroideaバイカル湖の漁獲物の中にアカントガンマルス科とみられるヨコエビが混じっている
        - アカントガンマルス科 Acanthogammaridae
          - アカントガンマルス・ビクトリィ Acanthogammarus victorii

        - キタヨコエビ科 Anisogammaridae
          - ヒヌマヨコエビ
          - ナリタヨコエビ

        - Baikalogammaridae科
        - Bathyporeiidae科ベルギー沿岸で採取されたヨコエビ上科Bathyporeiidae科の一種Bathyporeia guilliamsoniana

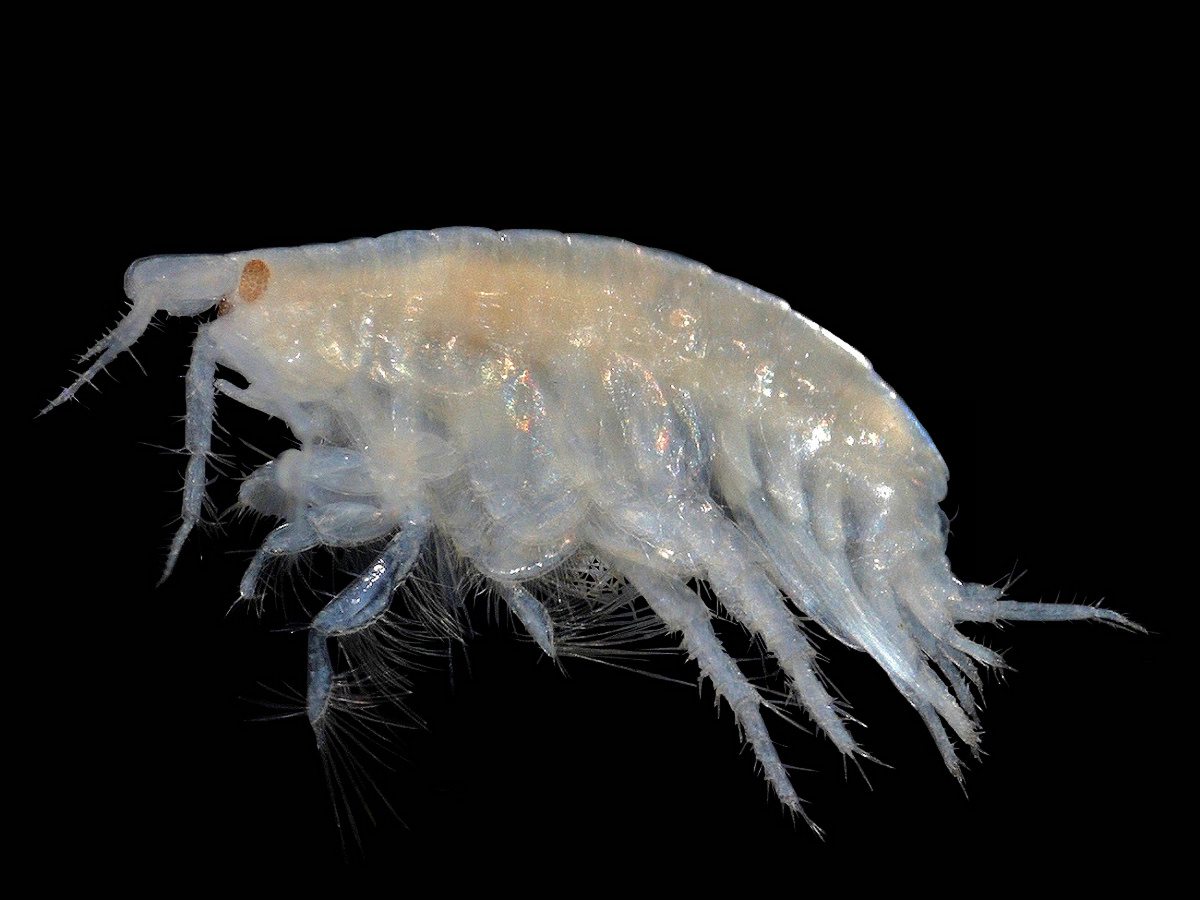
ベルギー沿岸で採取されたヨコエビ上科Bathyporeiidae科の一種

        - Behningiellidae科
        - Falklandellidae科
        - Gammaracanthidae科
        - Gammarellidae科
        - ヨコエビ科 Gammaridaeチェコに生息するヨコエビ科の一種Gammarus roeselii

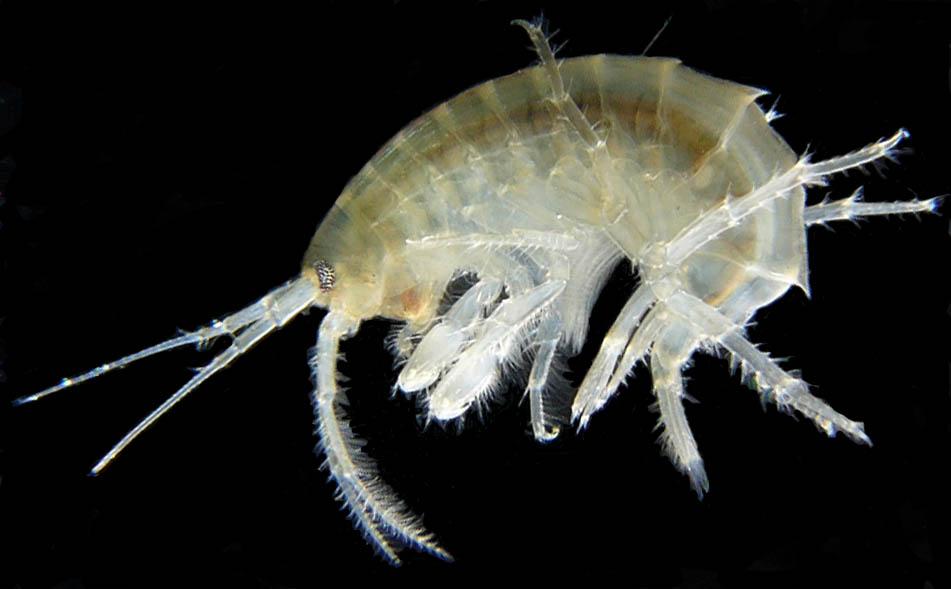
チェコに生息するヨコエビ科の一種

          - ニッポンヨコエビ Gammarus nipponensis

        - Iphigenellidae科
        - コザヨコエビ科 Luciobliviidae
        - Macrohectopidae科
        - ナギサヨコエビ科 Mesogammaridae
        - Micruropodidae科
        - Ommatogammaridae科
        - Pachyschesidae科
        - Pallaseidae科
        - Paraleptamphopidae科
        - Phreatogammaridae科
        - Pontogammaridae科
        - Sensonatoridae科
        - Typhlogammaridae科
        - Zaramillidae科
        - Zenkevitchiidae科
- Incertae sedis
  - Ichiidae科
  - Sanchoidae科

## 人との関わり

### 環境科学

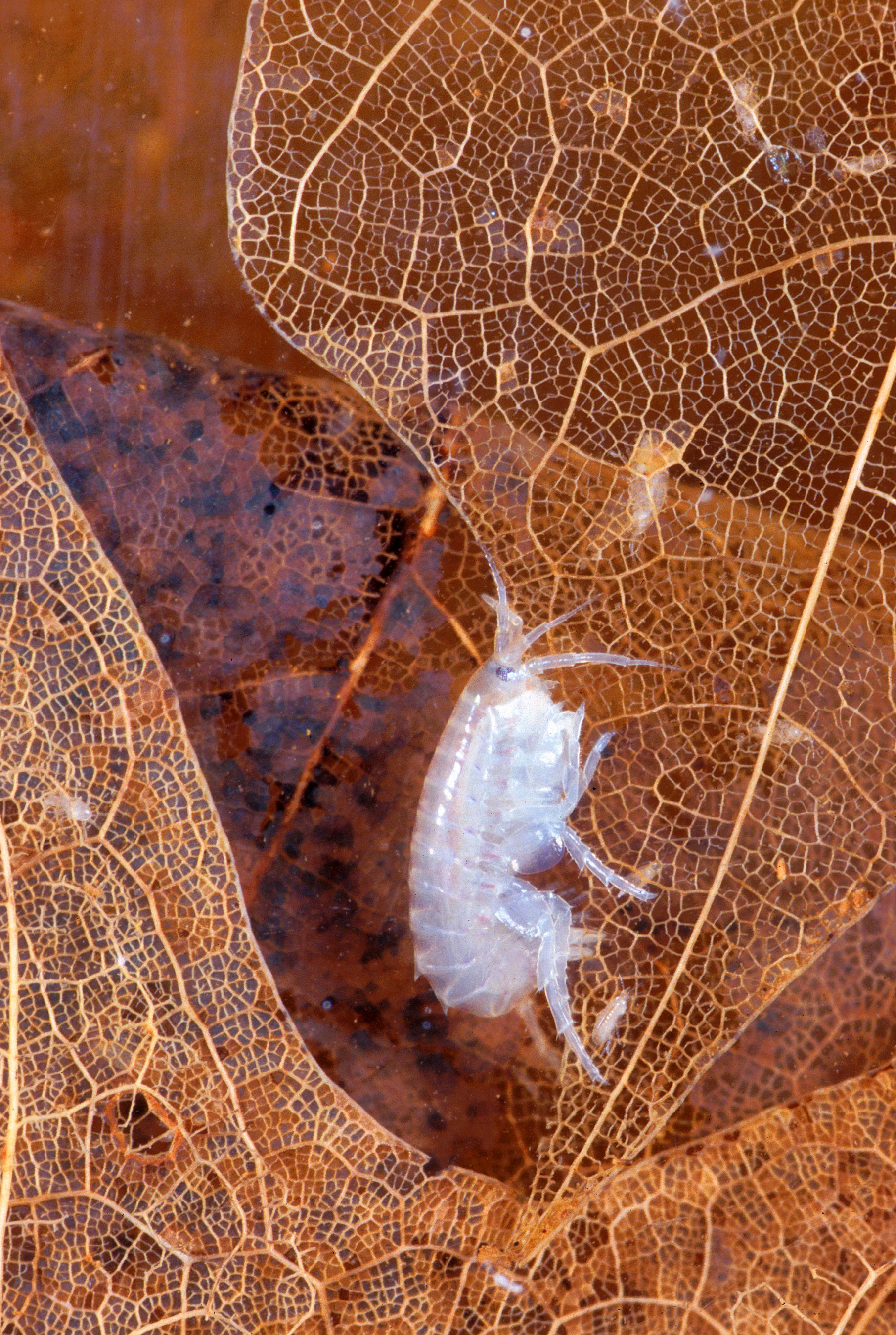

- アメリカ大陸に生息する淡水ヨコエビHyalella aztecaは、試験用生物として日本国内外において幅広く用いられている[10]。その他の種についても、有機化合物や重金属への応答について研究が行われている。

### 産業への影響
- 富山テレビ製作のドキュメンタリー番組『不可解な事実 ～黒部川ダム排砂問題～』では、2008年に富山県において網にかかったヒラメをヨコエビが食い荒らしているという映像が紹介され、出し平ダムからの排砂に含まれる有機物による富山湾の富栄養化が原因の一端とされる報道がなされた[11]。このヨコエビはフトヒゲソコエビ類の中のクツミガキソコエビ科に属するAroui onagawae (Takekawa & Ishimaru, 2000)であるが(有山 2022)、大量発生のメカニズムについては明確になっていない部分が多い。
- 腐肉食性のヨコエビは魚の死骸をいちはやく分解する特性をもつ故に、えびかご漁業において生餌として仕掛けられているスケトウダラやニシンを完食し、ホッコクアカエビやトヤマエビの漁獲効率を低下させるとされている(飯田 et al. 2011)。
- 渓流に生息する淡水ヨコエビは、しばしばワサビを食害することが指摘されている。2009年には長野県安曇野で被害があり、オオエゾヨコエビJesogammarus jezoensisによるものと考えられている。また、島根県ではニッポンヨコエビGammarus nipponensisによる食害が指摘されているほか、静岡県でもヨコエビによる食害が報告されている。外来種であるフロリダマミズヨコエビCrangonyx floridanusもワサビに対する嗜好性が実験的に確かめられており(古屋 2011)、警戒の対象となっている[12]。
- 海産種はしばしば海藻の養殖漁業に損失を与えることが知られる。

| 被害内容および文献           | 場所     | 海藻                                                                                      | 端脚類 | 備考 |
| ---------------------------- | -------- | ----------------------------------------------------------------------------------------- | --- | ---- |
| 汚損(Irie 1955)              | 島原市   | ワカメUndaria pinnatifida                                                                 | カマキリヨコエビ科Ischyroceridae，ドロクダムシ科Corophiidae                                                                                      |      |
| 食害(片山 1982)              | 岡山県   | 海苔Porphyra sp.                                                                          | アゴナガヨコエビ属Pontogeneia sp. |      |
| 食害(阿知波 et al. 1995)     | 静岡県   | アマノリPorphyra sp.                                                                      | ニッポンモバヨコエビAmpithoe lacertosa，モズミヨコエビAmpithoe valida，アゴナガヨコエビPontogeneia rostrata，トゲワレカラCaprella scaura deceros |      |
| 食害(桐山, 永谷 & 藤井 2000) | 島原市   | ワカメUndaria pinnatifida                                                                 | カマキリヨコエビ属Jassa sp. |      |
| 食害(Jacobucci & Leite 2014) | ブラジル | ホンダワラ属Sargassum，ヤハズグサ属Dictyopteris，アミジグサ属Dictyota，イバラノリ属Hypnea | ヒゲナガヨコエビ属Ampithoe，ミナミヒゲナガヨコエビ属Cymadusa，ニセヒゲナガヨコエビ属Sunampithoe，モクズヨコエビ属Hyale                           |      |
| 食害(野田 et al. 2022)       | 長崎県   | ヒジキSargassum fusiforme                                                                 | ヒゲナガヨコエビ科Ampithoidae |      |

### 人体への被害
- 1965年、九州の志賀島沖にて、大きく損傷を受けた小型木造漁船が漂流しているのが発見され、衝突事故によるものと思われた。しかし、船内に人影はなく、直ちに周辺海域で乗員の捜索が行われた。翌日、近くの水深十数mから1体の遺体が発見されたが、着衣から露出した顔面や頸部を中心に激しく損傷しており、部分的に白骨化がみられるなど、死後かなりの日数が経過している様子であった。剖検を行ったところ、着衣の下には新鮮な組織が残存しており、行方不明となっていた乗員であると確認された。遺体の各所にはナイカイツノフトソコエビOrchomenella littoralis（フトヒゲソコエビ類）やウミホタルなどが付着・侵入していた。肺内部に多種の珪藻が見出されたことから死因は溺死であり、骨折痕がないことからスクリューでの創傷はなく、生物による摂食が行われて遺体が損壊したものと結論付けられた。また、後日加害船の航海日誌などから事故の詳細が調査され、これら小型生物が遺体頭部の白骨化に要した時間は、十数時間と見積もられた(永田, 福元 & 小嶋 1967)。その他、類似した事例として、タダノツノアゲソコエビAnonyx nugax，ヒメアナンデールヨコエビAnisogammarus fluvialis，トンガリキタヨコエビAnisogammarus pugettensisが関与したケースも報告されているが、白骨化には至っていない(小関 & 山内 1964)。ヨコエビやその他小型甲殻類による食害の初期には、粟粒大～小豆大の円形の食痕を生じ、それが進行するとあたかも切り取られたかのように部位の欠損がみられるようになるという。
- 2017年、オーストラリアの砂浜で冷たい海水に30分浸かっていた少年が、気づかない間に足首に無数の細かな傷を負い出血が止まらなくなるという事態に見舞われた[13]。医療機関では原因を突き止めることができなかったため、後日父親は現場で生肉を使用して容疑者となる生物を捕獲した。捕獲された生物は、専門家がフトヒゲソコエビ類と同定した[14]。このグループは腐肉食性を示すため、集団で餌を食べていた近くに長時間留まっていたことなどが被害の一因とも推測されているが、極めて珍しいケースと考えられている。なお、一部報道にてウミノミという名称が用いられているが、これはヨコエビ類ではなくクラゲノミ亜目を指す語であり、誤用である[15]。

### デザイン
- ジャン・リュルサ(Jean Lurçat)のタペストリー「世界の歌 Le chant du Monde」に、ハマトビムシ科と思われるヨコエビ類が描かれている[16]。[要出典]
- アネット・チゾンとタラス・テイラーによる絵本バーバパパシリーズで、日本における2作目にあたる『バーバパパたびにでる』の中に、ヨコエビ類の挿絵が登場する(Tison & Taylor 1971)。[要出典]付属肢など各部の特徴は正確に描写されており、そこに書き込まれた物体の形状や配置は、鉤頭動物による寄生の様子を解説した図[17] に酷似している。[要出典]
- イギリス，フランス，ブルガリア，ペルー，オーストラリアなどでヨコエビ類があしらわれた切手が発行されている。特に、オーストラリアの切手にデザインされたヨコエビ類は後に「切手収集（philatelically）」にちなみAmaryllis philatelica Lowry & Stoddart, 2002と命名された。

### その他

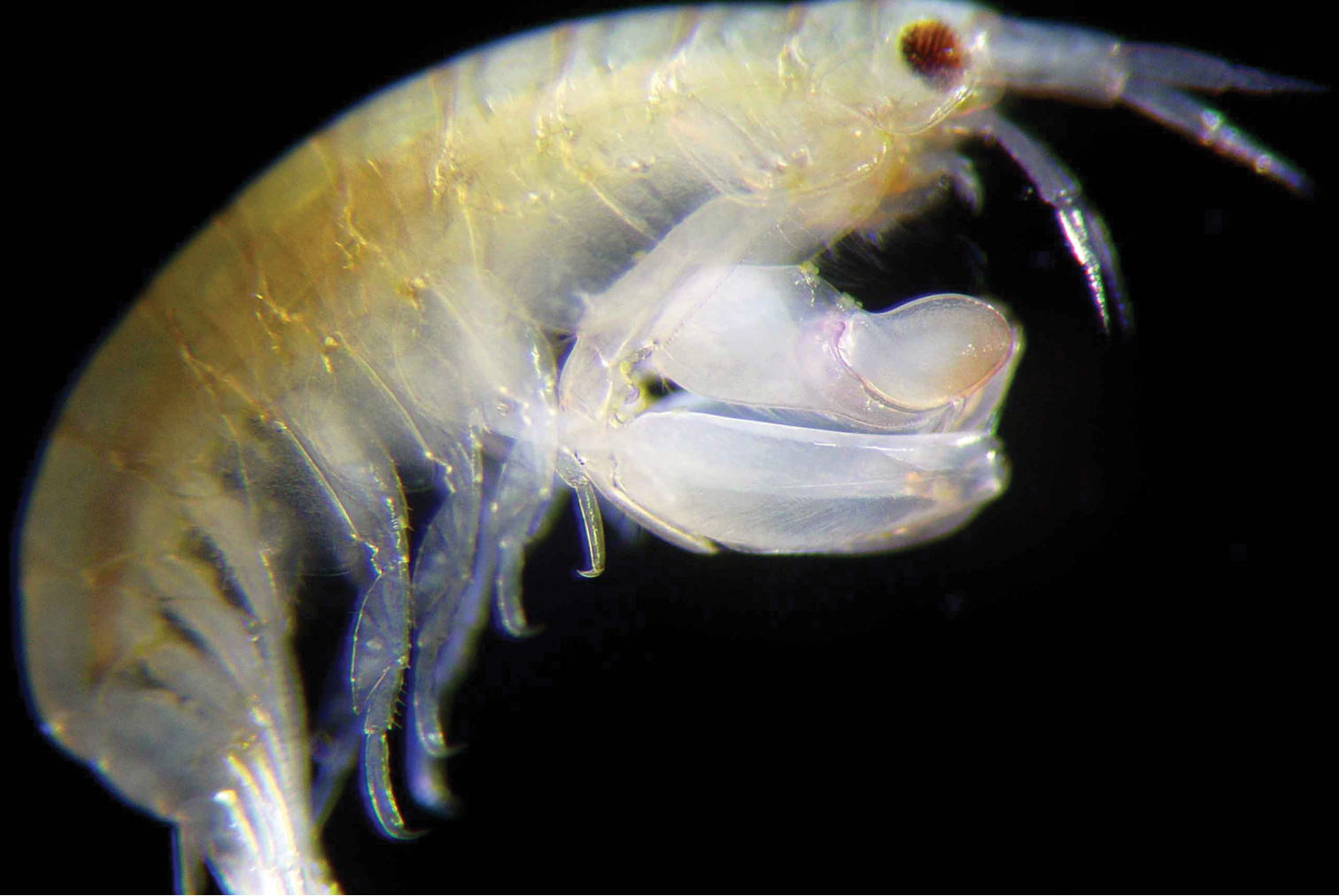
咬脚がブーツのような形状をしているのオス

- 非常に長い学名をもつ動物として、Gammaracanthuskytodermogammarus loricatobaicalensis Dybowski, 1926やSiemienkiewicziechinogammarus siemenkiewitschii Dybowski, 1926が挙げられることがある。後者は動物命名法国際審議会への質問をきっかけに無効名とされた記録がある[18]ものの、いずれの学名も質問文中で原記載として指定されたベネディクト・ディボフスキィの論文[19]には登場しない。「非常に長い学名をもつヨコエビ」にまつわる豆知識は20世紀半ばから文献上で紹介されるようになり[20]、いくつかのバリエーションがあることから、そういったソースの孫引きにより生じた架空の生物名と考えるのが妥当である。
- エルトン・ジョンのファンであったJames Thomasは、マルハサミヨコエビ属の新種がもつ咬脚の特徴を、ピンボールの魔術師のミュージックビデオでエルトンが履いていたブーツに見立て、Leucothoe eltoni Thomas, 2015と命名した[21]。
- 2012年に放送されたTBSドラマATARUでは、海で発見された遺体の胃の中から甲殻類の成分が検出され、ヨコエビと一致したという描写がある。劇中では「スイーパー」というキーワードから、海の掃除屋と呼ばれていることが明かされ、"漁港で大量発生しているヨコエビ"の生体も登場する[22]。ドラマ内では、ヨコエビが死肉の分解に携わったことで検死段階での死亡推定時刻が1日程度長く見積もられたとされている。しかし実際は、ヨコエビの蚕食によって数日で白骨化が進み、死後数か月以上経過したような状態となることで死亡時期の判定が難しくなる、といった類のものである。